# تاريخ السعودية
تاريخ السعودية يشمل جوانب من تاريخ المملكة العربية السعودية على مر الأزمنة وباختلاف الأسماء في العصور المتعاقبة.

## التاريخ

### التاريخ القديم

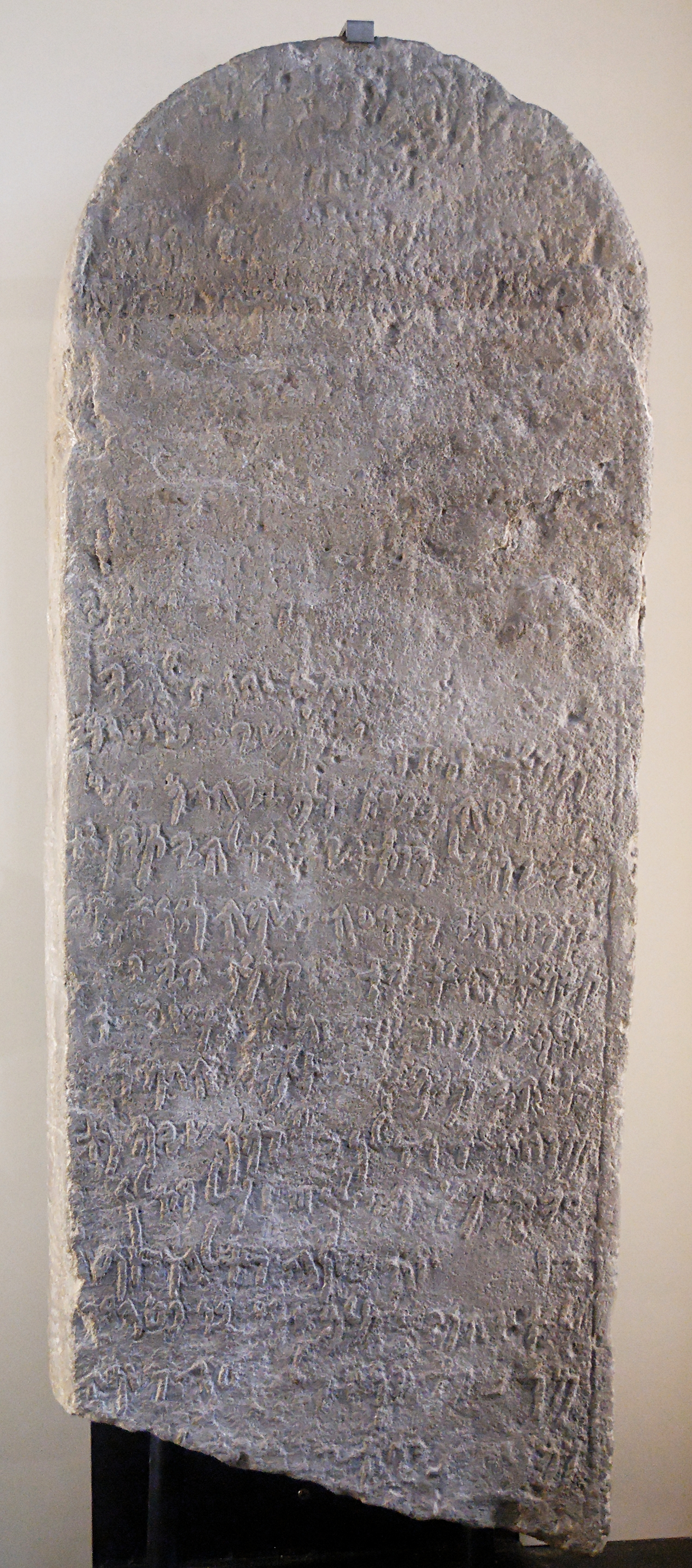
حجر تيماء عثر عليه المستشرق تشارلز هوبر في قصر طليحان في تيماء، وتحوي كتابات آرامية ومشهدًا دينيًا. ويعود تاريخها إلى أكثر من ألفين وستمائة عام، ويعرض الآن في متحف اللوفر.

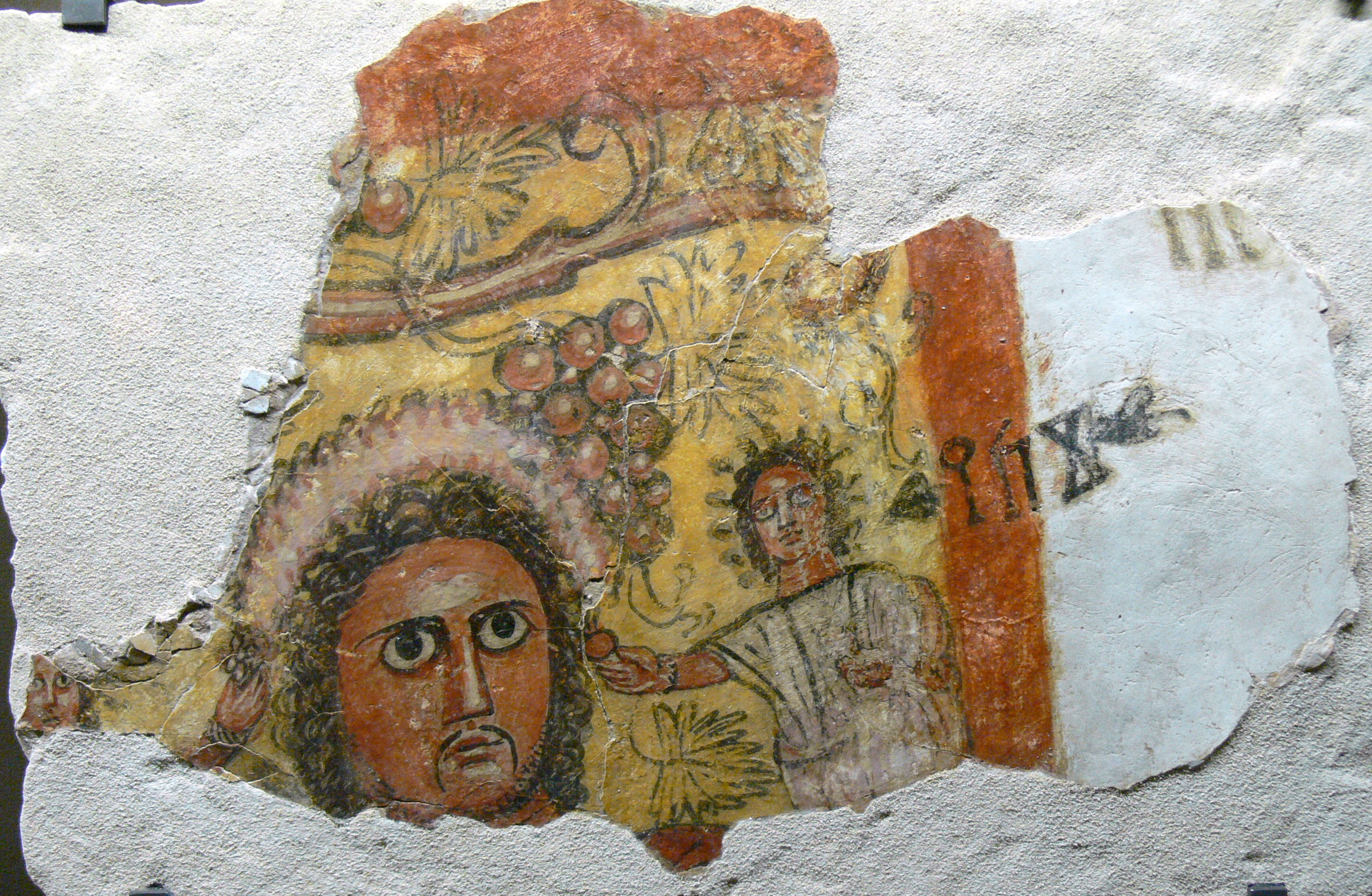
لوحة جدارية وجدت في قرية الفاو تعود لحوالي القرن الأول / الثاني للميلاد.

تميزت شبه الجزيرة العربية بموقعها الذي يتوسط بلاد الشرق الأدنى القديم، ودورها البشري المؤثر في تكوين السلالات الأكثر عددًا بين سكانه الأقدمين، كما كان لها نصيب أيضًا من دور الوساطة والتأثير في بعض خطوط اتصالاته واقتصادياته. تدل الآثار الباقية أن شبه الجزيرة مرت بفترات متعاقبة بداية بما خلفه الإنسان البدائي القديم في العصور الحجرية من أدوات حجرية ورسوم بدائية متفرقة، كما أنها تتضمن أساسًا ما تركته الجماعات العربية المتحضرة في عصورها التاريخية القديمة من آثار معمارية قائمة كبقايا المعابد والأسوار والسدود والحصون والأبراج والمساكن والمقابر، وما عثر على ما تحتويه من آثار متنوعة لأدوات الاستعمال اليومي وأدوات الزينة وفنون النحت والنقش، في مناطق عدة من أنحاء شبه الجزيرة العربية. أشارت الاكتشافات الأثرية إلى وجود أقدم الحضارات التاريخية على مستوى شبه الجزيرة العربية في منطقة نجران، ومن أقدم الحضارات المكتشفة في شبه الجزيرة حضارتا العبيد ودلمون اللتان ازدهرتا في منطقة الأحساء والخليج العربي، حيث اكتشفت أقدم آثار الحضارة الإنسانية، وقد جاء ذكر دلمون في الكتابات المسمارية القديمة التي تعود إلى الألفية الثالثة قبل الميلاد التي وجدت في بلاد الرافدين وشمال سوريا.
من الحضارات التي ازدهرت في شبه الجزيرة، حضارة قوم عاد الذين سكنوا شبه الجزيرة العربية، ويقول الباحثون أن مساكن عاد كانت في الأحقاف الواقعة في جنوب الربع الخالي. ومن الحضارات التي ظهرت في شبه الجزيرة أيضاً حضارة قوم ثمود التي تعد من ضمن الحضارات البائدة التي تألفت من قبائل وعشائر متعددة. وقد بلغت حدًا عظيمًا من المدنية والازدهار في شمال الجزيرة العربية، واتفق المؤرخون المسلمون على أن أهم ديارهم كانت بوادي القرى فيما بين الحجاز والشام، وقد وجدت آثار لهم في مدينة العلا بين المدينة المنورة وتبوك وكانوا بعد قوم عاد، وقد تميزوا كونهم ينحتون بيوتهم في الجبال.
ازدهرت كذلك حضارة مدين، وهم الذين أرسل الله إليهم نبيه شعيب عليه السلام، ليأمرهم بعبادة الله تعالى. وتعود حضارتهم إلى ما قبل القرن الثالث عشر ق.م وانتشرت في إقليم يمتد إلى الشرق والجنوب الشرقي من خليج العقبة، ويتوقع وصولها في فترة ازدهارها إلى حدود منطقة ما يعرف الآن بالعلا شمال الحجاز وكان لهم شأن كبير في السيطرة على طرق التجارة.
كما توجد الكثير من الحضارات التي توالت في شبه الجزيرة العربية، حيث ازدهرت مملكة معين التي قامت على ضفتي وادي جوف وهي المنطقة السهلية الواقعة بين نجران وحضرموت، التي تميز أهلها في فنون العمارة والزخرفة، التي وضعت فنون الحضارة المعينية في مركز رفيع يضاهي فنون حضارات مراكز الشرق القديم في مصر وبلاد الرافدين، كما برعوا في الزراعة والصناعة واشتهروا أيضاً بالتجارة، وامتد نفوذهم إلى بعض المناطق في شمال الجزيرة العربية وخارجها، وتعود إليهم نقوش قديمة عُثر عليها في مدينة العلا قرب وادي القرى. وقد ازدادت شهرة الحضارة المعينية حتى وصلت إلى مراكز حضارات العالم القديم، وكتب عنها الكلاسيكيون من اليونان والرومان والبعثات الأثرية الإيطالية والفرنسية التي قامت بأعمال تنقيب في مواقع من أرض الجوف كشفت عن نتائج علمية تشير إلى أن الدولة المعينية عاصرت مرحلة ازدهار مملكة سبأ وكانت أحياناً تابعة لها وأحياناً أخرى تعمل بشكل مستقل عنها.
تعد «مملكة سبأ» واحدة من أهم هذه الحضارات، والتي كانت تقع في اليمن وَجنوب السعودية اليوم. ظهرت بوضوح في القرن العاشر - التاسع قبل الميلاد. وارتبط اسمها باليمن بشكل وثيق، وعُرفت ببناء السدود، أشهرها سد مأرب. كما أنها أسست مستعمرات في شمال الجزيرة وسيطرت على الكثير من الطرق التجارية أهمها طريق البخور وطريق اللبان. من الممالك القوية أيضاً قبل الإسلام «مملكة كندة» والتي تقع في نجد جنوب مدينة الرياض حالياً، 547 قبل الميلاد. حيث أقاموا أول مملكة لهم في قرية الفاو وظلت دولتهم حتى القرن السابع الميلادي. دلمون كانت حضارة قبل خمسة آلاف سنة واقعة في البحرين وشرق الجزيرة العربية والتي كانت تحتوي على مقبرة عملاقة، تُعد اليوم من أضخم المقابر على مستوى العالم. أيضاً في شمال الجزيرة تتواجد «مدائن صالح» والتي تُعتبر أحد الأمكنة التاريخية في المنطقة والتي زامنت فترة النبي صالح.

#### الحالة الاقتصادية

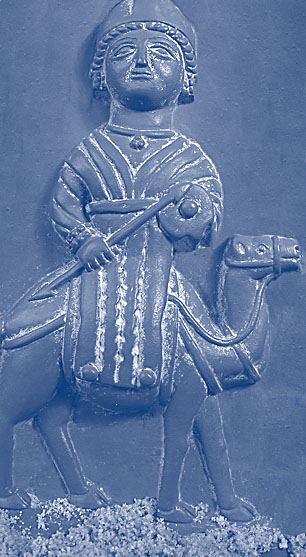
اللات إله العرب قبل الأسلام وجد في الطائف ,السعودية

اقتصاد الجزيرة العربية في ذلك الوقت كان يعتمد على شبكة التجارة العربية القديمة، وبالإضافة لذلك فهناك نشاطات اقتصادية متعددة منها الزراعة والتي ازدهرت في بعض المناطق بالرغم من عدم وجود أنهار دائمة في الجزيرة العربية، فاستعمل العرب قديما أنظمة السدود وقنوات الري خصوصا في اليمن وشرق الجزيرة العربية ووادي القرى شمال الحجاز والطائف التي تعتبر فرضة أهل مكة، وتلك المناطق أنتجت اصنافاً من الحبوب والفاكهة أما الزراعة في الأقسام الأخرى من الجزيرة العربية فقد اعتمدت على زراعة نخيل التمر بشكل أساسي، اقتصاد مكة كان متينا حيث كانت مركزاً تجارياً ودينياً هاماً نظراً لمرور القوافل التجارية القادمة من الشمال والجنوب بها، وترجع أهميتها الدينية لوجود الكعبة المقدسة فيها، والتي يفد إليها الحجاج كل عام مما كان يساعد على الازدهار الاقتصادي كذلك.
كانت قريش أهل تجارة قد أوسر سادتها من ورائها. فكانت قوافلهم تنطلق صيفاً للشام وفلسطين ومصر. وشتاءً كانت هذه القوافل تتجه جنوبا لليمن. وكانت القوافل التجارية الكبرى تتجه غادية رائحة. فكانت تمر بأطراف شبه الجزيرة العربية على ثلاثة محاور رئيسية. فكان هناك طريق القوافل الجنوبي الشمالي حيث كانت تقطعها من جدة بالحجاز إلي الشام وسيناء ومصر. والطريق الثاني يقع في أطراف شرق الجزيرة العربية متجهاً من الخليج العربي جنوب العراق ليصل إلى بلاد الرافدين شمالا، ليعرج منها للشام الي دمشق لتصل هذه القوافل لبلاد الشام وفلسطين. والطريق الثالث كان يقع بغرب الجزيرة العربية ويمر بحذاء ساحل البحر الأحمر. ويبدأ من اليمن عبر جدة، فالمدينة ليتجه شمالا للشام والبتراء بالأردن. وهذه الرحلات الموسمية صيفاً وشتاءً ظل عليها العرب مبقين.

#### الديانات القديمة
كان في شبه الجزيرة العربية قبل الإسلام عبادات وديانات مختلفة منها الحنيفية وهي ملة إبراهيم وعبادة الأوثان والأصنام وكان عليها أكثر العرب فكانوا يطوفون بها ويذبحون عندها ويدعونها وقد انتشرت في الحجاز وبعض مناطق الجزيرة العربية وأشهرالأوثان والأصنام: اللات ومناة والعزى وعبادة النجوم والكواكب اتخذها بعض العرب معبوداً لهم كالشمس والقمر وبعض النجوم، والديانات السماوية اليهودية والنصرانية كانت اليهودية في خيبر ويثرب والنصرانية في نجران.

### التاريخ الإسلامي

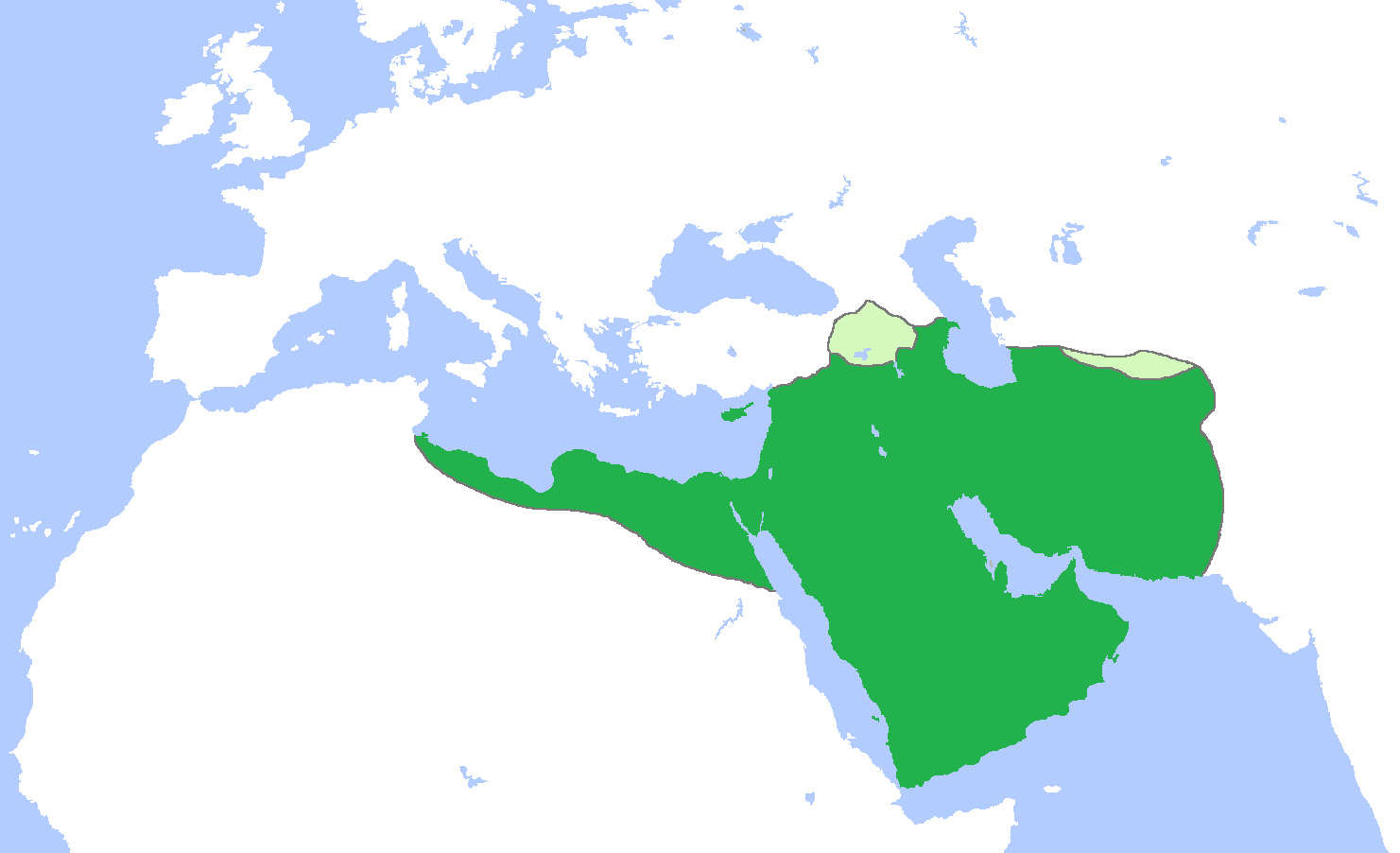
دولة الخلفاء الراشدين في أقصى اتساعها سنة 654م.

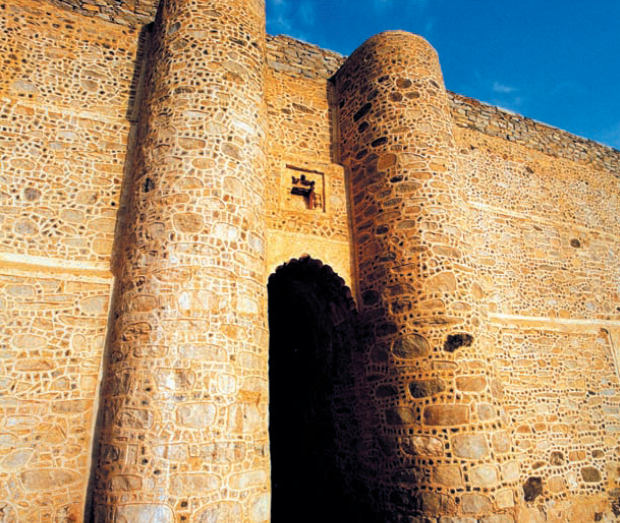
عين زبيدة في مكة، بنيت في عهد هارون الرشيد بطلب من السيدة زبيدة، وأعيد ترميمها عام 979 هـ في عهد سليمان القانوني.

بعد أن ظلت شبه الجزيرة العربية فترة من الاضطرابات وعدم الاستقرار الاقتصادي والسياسي وبادت كثير من القبائل العربية أو وقعت في الأسر أو اضطرت إلى هجر مواطنها الأصلية، جاء العصر الذهبي للحضارة العربية مع ظهور الإسلام، حيث بُعِث رسول الإسلام محمد في شبه الجزيرة العربية، لينتشر الإسلام فيها واستمرت الدعوة إلى أن وصلت خارجها شرقًا وغربًا، والذي ميّز الحضارة الإسلامية أنها لم تقم على التمييز العنصري لفئة أو جماعة معينة، الأمر الذي هيأ بيئة مناسبة لتنوع الإبداع لدى مختلف الشعوب الإسلامية.

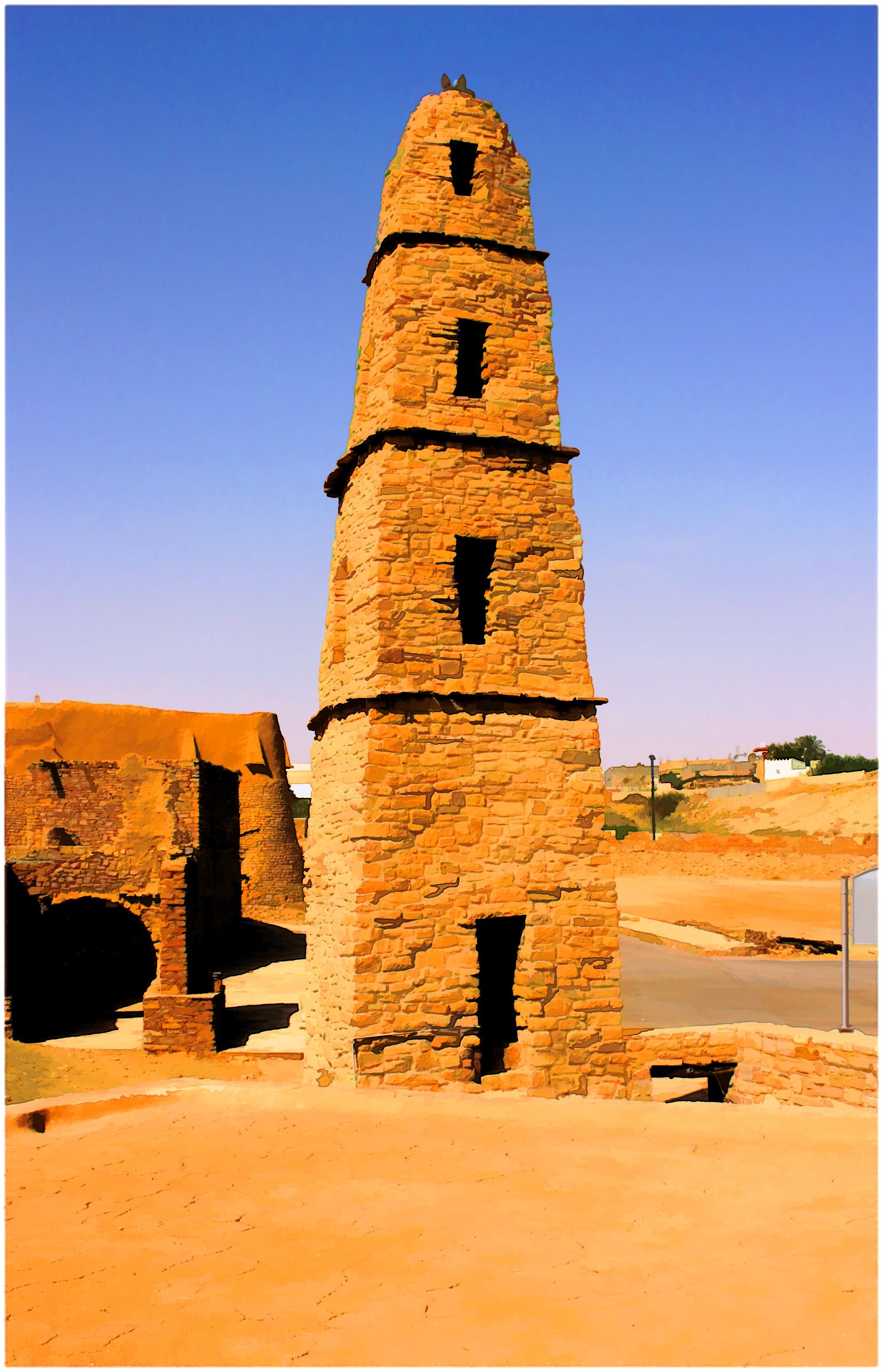
مسجد عمر بن الخطاب الواقع بِدومة الجندل.

اتخذت الدولة الإسلامية من المدينة المنورة عاصمة لها وتوسعت حدودها في عهد النبي محمد وفي عهد خلفائه الراشدين لتشمل كافة أنحاء شبه الجزيرة العربية ثم اتجهت إلى خارجها، ولكن شبه الجزيرة لم تخلوا من أحداث مثيرة وخاصة تلك التي حصلت بعد وفاة النبي محمد، أبرزها حروب الردة التي وقعت في عهد أبو بكر الصديق والتي عمل فيها على القضاء على المرتدين عن الإسلام. ثم انتقل مركز الخلافة بعد عهد الخلفاء الراشدين إلى دمشق خلال فترة حكم الدولة الأموية، وكانت شبه الجزيرة في تلك الفترة تابعة للدولة الأموية التي اعتمدت على دعم القبائل العربية وعملوا على ترسيخ مبادئ الإسلام في البلاد التي فتحوها وازدهرت العلوم في العصر الأموي، وجاء من بعدها الدولة العباسية والتي انتقل فيها مركز الخلافة من دمشق إلى بغداد ليعزز من مكانة الخليج العربي كطريق بحري للتجارة مع الصين وبلدان أفريقيا الشرقية، وذلك على حساب طريق التجارة عبر البحر الأحمر ولكن سيطرة الدولة العباسية لم تستمر على شبه الجزيرة العربية بشكل كامل سوى مائة عام. وقد شجع الخلفاء العباسيون الأوائل الحج إلى مكة من خلال تحسينهم لطرق المواصلات وتأمين السلامة.
شهدت الأوضاع في شبه الجزيرة العربية بعد ذلك تدهورًا واضطرابًا مع تفكك الخلافة العباسية وعجزها عن السيطرة على أرجاء الدولة، ثم سيطر الفاطميون بعد ذلك على الحجاز وعندما أنهى صلاح الدين الأيوبي الدولة الفاطمية في مصر، استطاع أن يفرض سيطرته على الحجاز. ثم امتد سلطان المماليك على هذه البلاد من عام 650 هـ حتى عام 923 هـ، حيث تسلم العثمانيون الخلافة بعد ذلك. وقد أحكم العثمانيون سيطرتهم على بلاد شبه الجزيرة العربية وخاصة المدن المقدسة التي كانت تحت الحماية المباشرة خلافًا لما كانت عليه مناطق البادية والمناطق البعيدة حيث أنها لم تكن تحت سيطرتهم بالكامل، إضافة إلى ذلك فإن البرتغاليين كانوا يهاجمون حدود شبه الجزيرة وخصوصاً من ناحية الخليج العربي، في الوقت الذي كانت فيه الدولة العثمانية تحارب الجبهة الأوروبية ضد النمسا وروسيا، والجبهة الشرقية ضد الأسرة الصفوية في فارس. حينها كان الضعف قد دبَّ في الدولة العثمانية، فأخذ الولاة يتمردون على سلطتها ويميلون عنها ويطلبون الاستقلال. في أواسط القرن الخامس عشر الميلادي هاجر الجد الأكبر لأسرة آل سعود مانع بن ربيعة المريدي من جوار القطيف إلى نجد حيث استقر وقام بتأسيس مدينة الدرعية.

### التاريخ الحديث
يبدأ تاريخ المملكة العربية السعودية في أواسط القرن الخامس عشر الميلادي هاجر الجد الأكبر لأسرة آل سعود مانع بن ربيعة المريدي من جوار القطيف إلى نجد حيث استقر وقام بتأسيس مدينة الدرعية. وكانت بداية السعودية بتأسيس الدولة السعودية الأولى (إمارة الدرعية) على يد الإمام محمد بن سعود سنة 1139 هـ / 1727 م والتي انتهت سنة 1233 هـ / 1818، ثم تبعتها الدولة السعودية الثانية (إمارة نجد) وكانت قد بدأت بعد سقوط الدولة الأولى إلى أن انتهت سنة 1308 هـ / 1891. لاحقًا جرت محاولات لتأسيس دولة سعودية ثالثة فتم ذلك على يد عبد العزيز آل سعود سنة 1319 هـ / 1902، فأصبحت لاحقًا سلطنة نجد ثم بعد ذلك مملكة الحجاز ونجد وملحقاتها إلى أن أصبحت تحت اسم المملكة العربية السعودية بعد توحيد جميع أراضيها في كيان واحد، وكان ذلك في 22 جمادى الأولى 1351 هـ / 23 سبتمبر 1932م.
ينسب اسم الدولة إلى سعود بن محمد آل مقرن الجد الأكبر للأسرة الحاكمة وإليه تنسب وكان هو حاكماً للدرعية، وسعود هو اسم علم مذكر عربي وهو جمع سَعد وهو مشتق من السعادة ومعناه الحظوظ السعيدة وانتشر الاسم وبدأ يطلق على الذكور في الخليج والجزيرة العربية في فترة ما بعد القرون الوسطى المتأخرة.
أول ظهور لاسم «سعوديين» كان في المراسلات الصادرة من قبل البريطانيين، وذلك للإشارة إلى الرجال والقوات التابعة لابن سعود. وفي 12 جمادى الأولى 1351هـ الموافق 10 أغسطس 1932م انعقد بالطائف اجتماع للعلماء والأعيان وممثلي رعايا المملكة وجمع من المواطنين ورأوا ضرورة تغيير اسم الدولة من مملكة الحجاز ونجد وملحقاتها إلى اسم يظهر الدولة كوحدة متكتلة وعلى ضوء نتائج ذلك الاجتماع تم تغيير الاسم إلى المملكة العربية السعودية.

#### الحقبة المبكرة

##### الدولة السعودية الأولى (1727-1818)

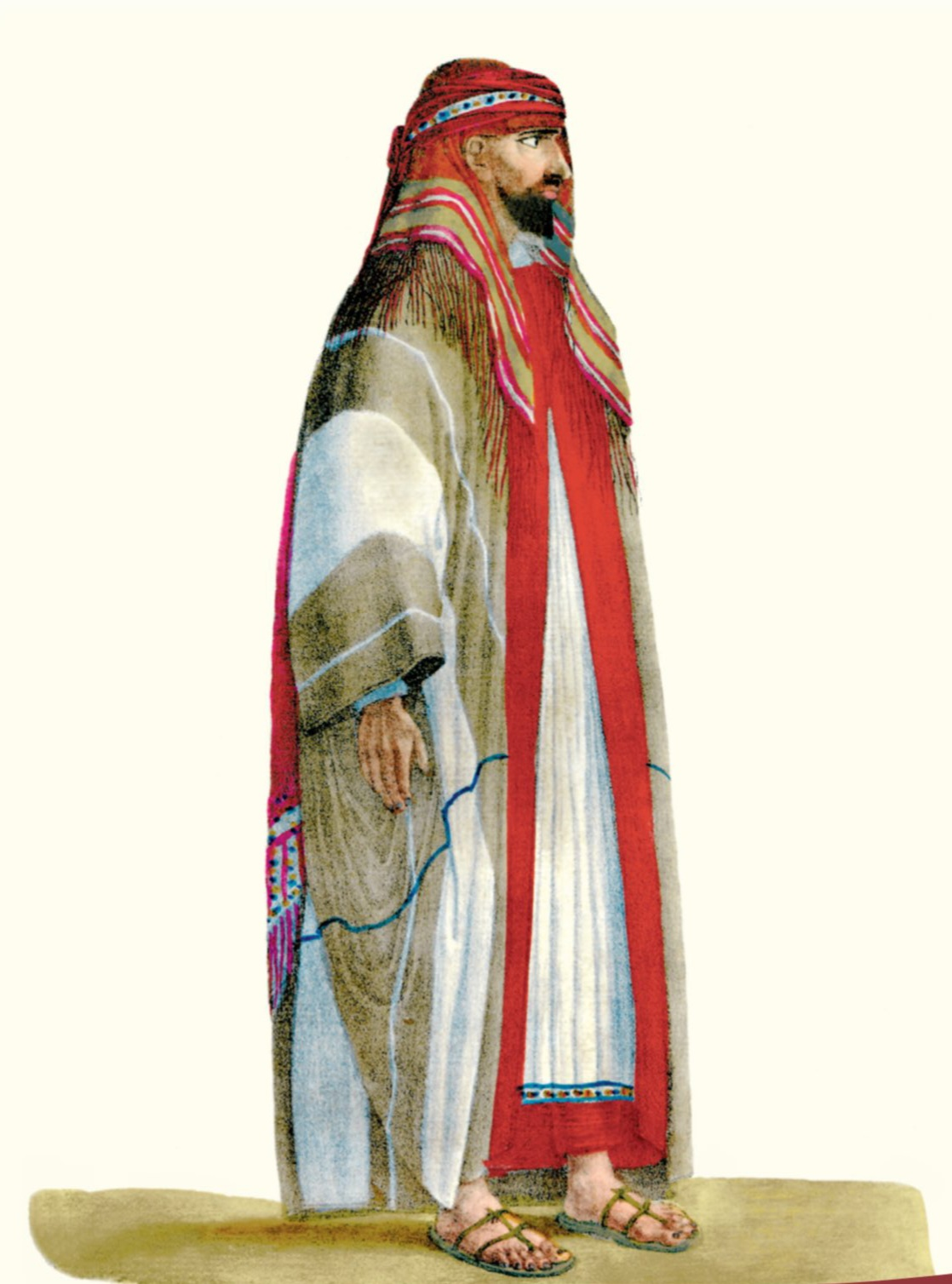
رسم يصور آخر أئمة الدولة السعودية الأولى، عبد الله بن سعود الكبير.

علم الدولة السعودية الأولى (إمارة الدرعية).

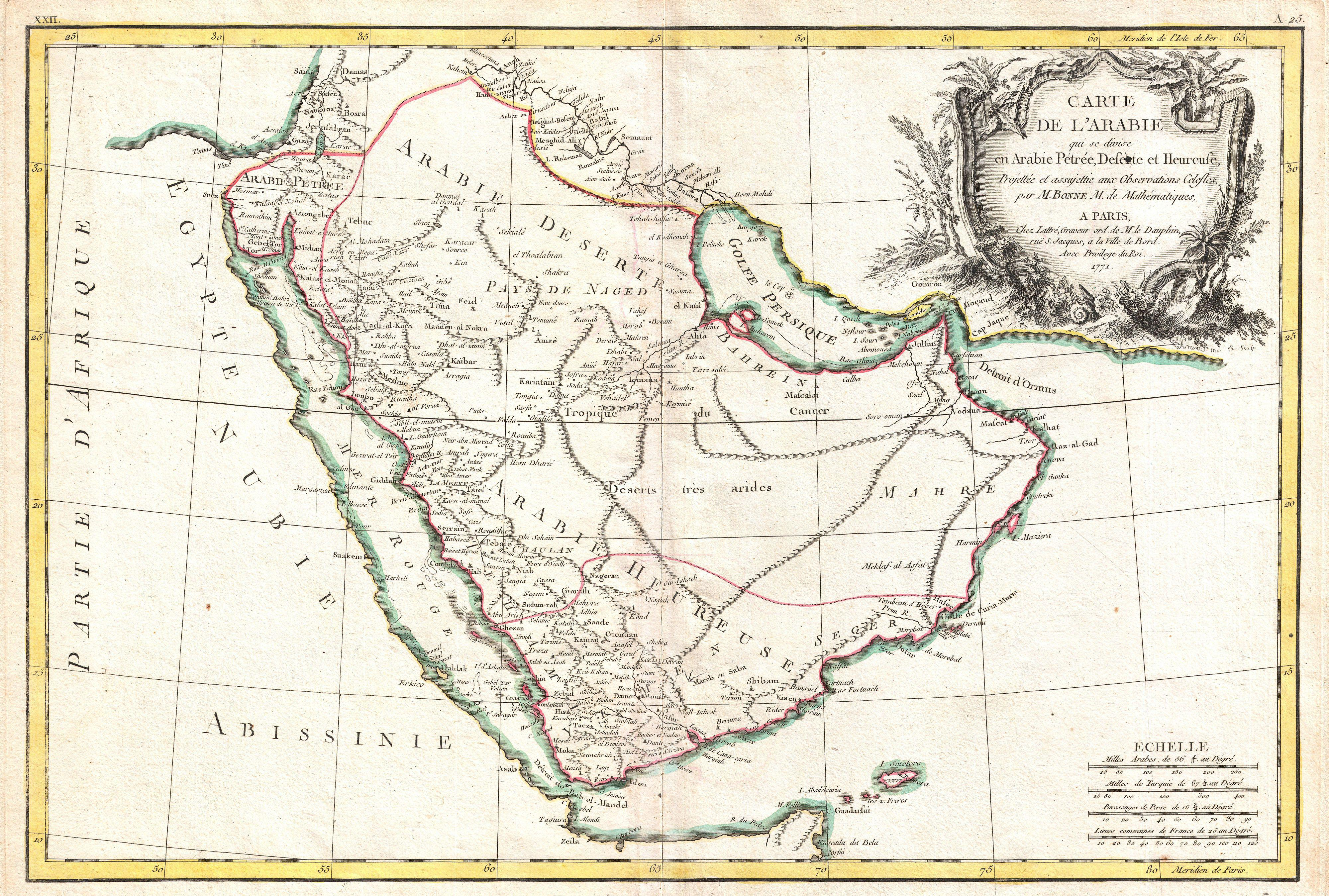
خارطة بالفرنسية تظهر كامل شبه الجزيرة العربية سنة 1771 عندما كانت الدولة السعودية الأولى في أوج عزها وامتدادها.

قامت الدولة السعودية الأولى في الفترة (1139 هـ - 1233 هـ / 1727 م - 1818م)، بعد أن كانت شبه الجزيرة العربية في أوائل القرن الثاني عشر الهجري الموافق للثامن عشر الميلادي تعيش حالة من التفكك وانعدام الأمن مما أوجد حالة من الفوضى وعدم الاستقرار السياسي والاجتماعي، إضافة إلى انتشار البدع والخرافات، فمهَّد هذا الأمر لعمل تحالف بين أمير الدرعية محمد بن سعود وبين محمد بن عبد الوهاب. كان محمد بن سعود قد تولى إمارة الدرعية في 1139 هـ / 1727م، بعد مقتل أميرها زيد بن مرخان بن وطبان، وأسس إمارة أصبحت فيما بعد انطلاقة لتأسيس الدولة السعودية الأولى. يرى البعض أن محمد بن عبد الوهاب عمل على تصحيح العقيدة وتطبيق الشريعة الإسلامية وتحقيق التوحيد، بينما يرى آخرون أن ضعف الرابطة القبلية في نجد حينها وظهور ممالك المدينة المستقلة الصغيرة كانت دافع محمد بن عبد الوهاب لنشر دعوته بغية توحيد هذه المناطق وإخراجها من حالة التدهور السياسي والاجتماعي وليس انتشار الشرك.
بدأ محمد بن سعود بدعوة القبائل البدوية القريبة واستطاع من خلال الغارات المتواصلة إخضاع عدد من تلك القبائل. وتوفي محمد بن سعود بعد عام واحد وتولى ابنه عبد العزيز قيادة الجيش، وقد استطاع ضم الرياض بعد سبعة وعشرين عامًا من الاقتتال، وأخضع الأحساء والبريمي إلى دولته، ووصل إلى كربلاء، كما استولى على ولايات الساحل المتصالح، وقد خاض عدة معارك مع شريف مكة الذي اضطر إلى عقد معاهدة سلام مع بن سعود عام 1798م / 1213 هـ بعد هزيمته، إلا أن ابن سعود نقض العهد عام 1801م / 1216 هـ وسيطر على الطائف ومكة وجدة إلى أن تم اغتياله عام 1803م / 1218 هـ.
لاحقًا تمكن ابنه سعود الكبير من إخضاع المدينة المنورة الذي هدم عددًا كبيرًا من الأضرحة والقباب والمقامات والمشاهد المبنية على القبور مشيًا على التعاليم السلفية، فاضطرب موسم الحج في تلك الفترة مما حدا الدولة العثمانية للتدخل عن طريق واليها في مصر بمحمد علي باشا وإرسال ابنه طوسون باشا الذي نزل ينبع وتوجه منها صوب المدينة وفي منتصف الطريق هُزم في معركة وادي الصفراء مع آل سعود في 1812م / 1227 هـ، مما أجبره على التراجع والعودة إلى ينبع طلبا للتعزيزات من والده، ثم عاد ليخرج قوات سعود الكبير من مكة والمدينة في نفس العام، وبعدها أرسل محمد على باشا ابنه إبراهيم باشا كقائد للحملة العثمانية ضد آل سعود والوهابية، وخاض عدة معارك في نجد في الفترة ما بين 1816م / 1231 هـ و1819م / 1232 هـ. إلا إن عائلة آل سعود والوهابية لم تنته، وتولى عبد الله بن سعود الكبير القيادة في وضع حَرِج، ودخل في معارك مع قوات الدولة العثمانية بقيادة إبراهيم محمد علي باشا الذي خلف طوسون وكانت أوامر والي الدولة العثمانية في مصر محمد علي باشا بتدمير مركز بن سعود، وكانت المسافة بين المدينة والدرعية قرابة 650 كم من الصحراء، فأراد عبد الله بن سعود استغلال الجغرافيا الصعبة لصالحه، فوزّع جيشه على شكل وحدات صغيرة في قرى نجد أملاً في تجاوز الهوة العددية بينه وبين قوات إبراهيم باشا، لكن إبراهيم باشا فَطِن لذلك وقام بتدمير وتسوية كل القرى النجدية التي أبدت مقاومة لقواته بالأرض إلى أن وصل عام 1819م / 1232 هـ إلى الدرعية وقام بهدم أسوارها، وعمل على أسر عبد الله بن سعود وعدد كبير من عائلته وأنصاره بعد حصار دام ستة أشهر، ليتم بعد ذلك إعدامه في ميدان عام في الأستانة، وبذلك انتهت الدولة السعودية الأولى.
- الحرب السعودية العثمانية

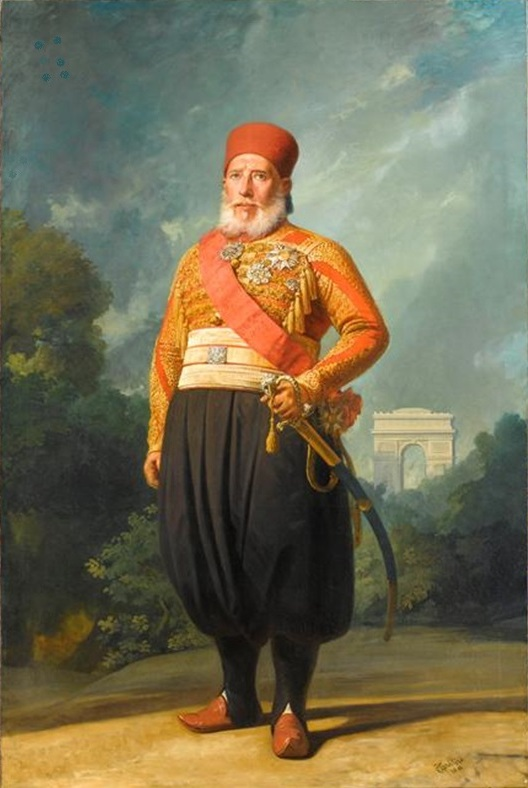
إبراهيم محمد علي باشا قائد الحملات العسكرية العثمانية ضد الدولة السعودية الأولى

ظهر عجز الدولة العثمانية، منذ أوائل القرن التاسع عشر، في إخماد الثورات التي قامت في وجهها، فاستنجدت بولاتها لإخمادها، ومن هذه الثورات التي أقضّت مضاجع الدولة: الثورة اليونانية والحركة الوهّابية في شبه الجزيرة العربية. حقّقت الدعوة الوهّابية نجاحًا في نجد، واحتضنها أمير الدرعية محمد بن سعود بن محمد آل مقرن، وتجاوزتها إلى بعض أنحاء الحجاز واليمن وعسير وأطراف العراق والشام، واستولى الوهابيون على مكة والطائف والمدينة المنورة، حتى بدا خطرها واضحًا على الوجود العثماني في أماكن انتشارها، بل في المشرق العربي والعالم الإسلامي، وأدّت دورًا هامًا في تطور الفكر الإسلامي الحديث، حيث تُعدّ أول حركة إصلاحية سلفية في العصر الحديث، كما أنها أولى الحركات الإصلاحية التجديدية التي ظهرت في الدولة العثمانية.
وشعرت الدولة العثمانية بخطورة تلك الحركة، وأدركت أن نجاحها سوف يؤدي إلى فصل الحجاز وخروجه من يدها، وبالتالي خروج الحرمين الشريفين من سلطتها، ما يفقدها الزعامة التي تتمتع بها في العالم الإسلامي بحكم إشرافها على الحرمين الشريفين، في وقت كانت قد بدأت تسعى فيه إلى التغلب على عوامل الضعف الداخلية، وتقوية الصلات بينها وبين أنحاء العالم الإسلامي بوصفها مركز الخلافة الإسلامية. شكّلت كل هذه العوامل حافزًا للدولة العثمانية للوقوف في وجه الدعوة الوهّابية ومواجهتها للحد من انتشارها، فحاولت في بادئ الأمر عن طريق ولاة الدولة العثمانية في بغداد ودمشق لكنها فشلت، فوقع اختيارها على محمد علي باشا، فأعدّ هذا حملة عسكرية عثمانية بقيادة ابنه أحمد طوسون دخلت ينبع وبدر، إلا أنها انهزمت في معركة وادي الصفراء. لم يستثمر الوهّابيون انتصارهم في الصفراء، وقبعوا في معاقلهم، ما أعطى طوسون الفرصة لإعادة تنظيم صفوف قواته، كما طلب إمدادات من القاهرة، وأخذ يستميل القبائل العربية الضاربة بين ينبع والمدينة المنورة بالمال والهدايا، ونجح في سياسته هذه التي مهّدت له السبيل لاستعادة المدينة المنورة ومكة والطائف، لكن الوهّابيين عادوا وانتصروا في تَرَبة والحناكية وقطعوا طرق المواصلات بين مكة والمدينة، وانتشرت الأمراض في صفوف الجيش العثماني، وأصاب الجنود الإعياء نتيجة شدة القيظ وقلة المؤونة والماء، ما زاد موقف طوسون حرجًا، فرأى بعد تلك الخسائر، أن يلزم خطة الدفاع، وأرسل إلى والده يطلب المساعدة.
قرر والي الدولة العثمانية في مصر محمد علي باشا أن يسير بنفسه إلى الحجاز لمتابعة القتال والقضاء على الوهّابيين، وبسط نفوذ الدولة العثمانية في شبه الجزيرة العربية، فغادر مصر، في 26 أغسطس سنة 1812م، الموافق فيه 17 شعبان سنة 1227هـ، على رأس جيش آخر ونزل في جدة ثم غادرها إلى مكة وهاجم معاقل الوهّابيين، إلا أنه فشل في توسيع رقعة انتشاره، فأخلى القنفذة بعد أن كان قد دخلها، وانهزم ابنه طوسون في تَرَبة مرة أخرى. كان من الطبيعي بعد هذه الهزائم المتكررة ومناوشات الوهّابيين وآل سعود المستمرة لوحدات الجيش العثماني، أن يطلب محمد علي باشا المدد من الدولة العثمانية، ولمّا وصلت المساعدات، وفيما كان يتأهب للزحف توفي خصمه سعود في 27 أبريل سنة 1814م، الموافق فيه 6 جمادى الأولى سنة 1229هـ، وخلفه في الإمارة ابنه عبد الله. ويبدو أن هذا الأمير لم يملك قدرات عسكرية تُمكنه من درء الخطر العثماني ما أدى إلى تداعي الجبهة الوهّابية، فصبّت هذه الحادثة في مصلحة محمد علي باشا الذي تمكّن من التغلب على جيش وهّابي في بسل، وسيطر على تَرَبة ودخل ميناء القنفذة، في حين سيطر طوسون على القسم الشمالي من نجد.

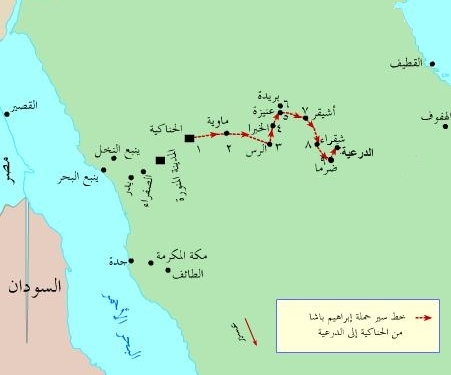
خط سير حملة إبراهيم باشا من الحناكية إلى الدرعية.

عند هذه المرحلة من تطوّر المشكلة الوهّابية، اضطر محمد علي باشا أن يغادر شبه الجزيرة العربية ويعود إلى مصر للقضاء على حركة تمرد استهدفت نفوذ الدولة العثمانية بمصر، وبعد القضاء على هذه الحركة استأنف حربه ضدّ الوهّابيين، فأرسل حملة عسكرية أخرى إلى شبه الجزيرة بقيادة ابنه إبراهيم باشا في 5 سبتمبر سنة 1816م، الموافق فيه 12 شوّال سنة 1231هـ. تمكّن إبراهيم باشا، بعد اصطدامات ضارية مع الوهّابيين، من الوصول إلى الدرعية وحاصرها، فاضطر عبد الله بن سعود إلى فتح باب المفاوضات، واتفق الطرفان على تسليم الدرعية إلى الجيش العثماني، شرط عدم تعرضه للأهالي، وأن يُسافر عبد الله بن سعود إلى الآستانة لتقديم الولاء للسلطان، وأن يردّ الوهّابيون الكوكب الدري، وما بقي بحوزتهم من التحف والمجوهرات التي أخذوها حين استولوا على المدينة المنورة. وعمد إبراهيم باشا، بعد تسلمه الدرعية، إلى هدمها. وهكذا انتهت الحرب الوهّابية التي خاضتها الدولة العثمانية في شبه الجزيرة العربية، وعاد إبراهيم باشا إلى مصر.

#### الحقبة المتأخرة

##### الدولة السعودية الثانية (1818-1891)

علم الدولة السعودية الثانية.

في شهر مايو سنة 1818 الموافق 1233 هـ غادر إبراهيم باشا نجدًا بأمر من والده محمد علي. وقد جرت محاولات لإعادة بناء دولة نجدية أولاها محاولة محمد بن مشاري آل معمر والذي أعاد إعمار الدرعية وانتقل إليها، لكنه لم يستمر طويلاً حيث استطاع مشاري بن الإمام سعود العودة إلى الدرعية بعد الفرار من السجن، وحاول ابن معمر محاربته ولم يستطع فبايع لمشاري ثم أهل سدير والمحمل وحريملاء وأهل الدرعية والكثير من أهل الوشم. بعد ذلك عاد بعض أفراد آل سعود الهاربين وأمر مشاري بالغزو وحارب أهل السلمية واستولى عليها وعلى اليمامة، ثم ذهب إلى الدلم حيث بايعه صاحبها ثم عاد إلى الدرعية.

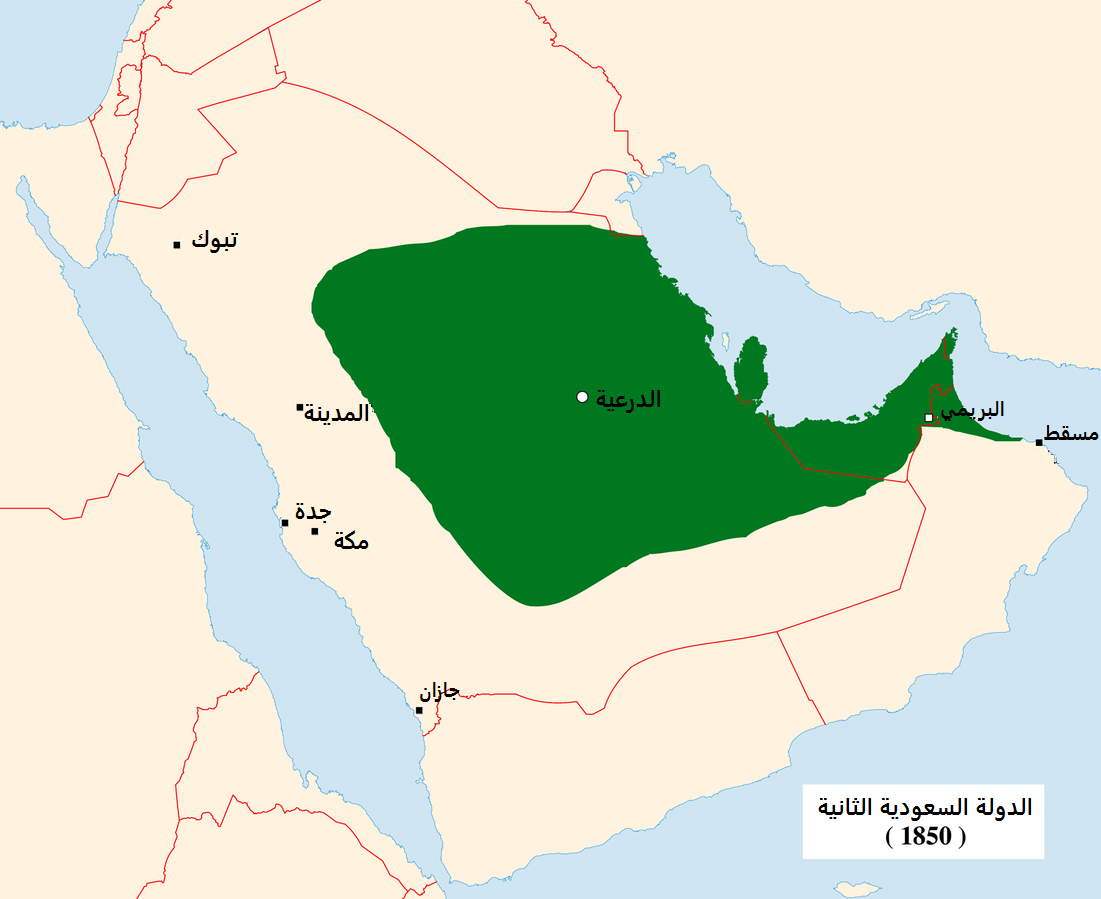
الدولة السعودية الثانية في أقصى توسع لها.

بعد ازدياد قوة مشاري تم إبلاغ السلطان العثماني بذلك، وانتقل ابن معمر إلى سدوس ليحشد ضد مشاري، فقام لاحقًا بتحريك جيشه إلى الدرعية والقبض على مشاري. ثم تحرك إلى الرياض للقبض على تركي بن عبد الله الذي استطاع الهرب ثم مباغتة قوات ابن معمر في ضرمى، ومنها اتجه إلى الدرعية فقبض عليه وأخذه إلى الرياض حيث حبسه مع ابنه للضغط على عشيرته في سدوس ليعيدوا مشاري، وكانوا قد سلموه إلى الترك، فأمر تركي بقتلهما. لكن تركي لم يستطع البقاء في الرياض لعودة القوات العثمانية إليها فهرب مرة أخرى.
بعد خروج القوات العثمانية عاد تركي إلى عرقة، ثم انضم إليه أمير الوشم ثم سويد صاحب جلاجل ومن معه، وأعلن تركي الحرب وإخراج من تبقى من الترك من الرياض لكن سويد انسحب، وحاصر الأتراك تركي في عرقة ولكنهم اضطروا للانسحاب. بعد ذلك قام تركي بمهاجمة ضرما والاستيلاء عليها. ثم كاتب أهل سدير فبايعوه ثم بايعه أهل جلاجل والزلفي ومنيخ والغاط ثم أهل حريملاء. بعد ذلك قرر تركي طرد الحامية التركية الوحيدة المتبقية في الرياض ولكنه لم يستطع لمعاونة فيصل الدويش لهم، وعندما انسحب الدويش حاصر تركي الرياض مرة أخرى فاستسلمت الحامية العسكرية وغادرت. بعد ذلك اختار تركي الرياض عاصمة له وأعاد بناء أسوارها وبناء جامعها.
بعد معركة السبية توجه تركي بجيوشه إلى الأحساء وبايعه أهلها وأقام فيها أربعين يومًا، فوفد عليه أهل القطيف وأهل عُمان من رأس الخيمة وبايعوه ثم استطاع أن يخضع سلطان مسقط وشيخ البحرين. عاش تركي حتى اغتيل على يد ابن أخته مشاري بن عبد الرحمن والذي استولى على الحكم حتى قتله فيصل بن تركي بعدما حاصر القصر واقتحمه.
حاولت مصر بعد ذلك شن حرب على عسير واختارت خالد بن سعود الكبير ليتولى شؤون الدولة بدلاً من فيصل، فانتهت فترة حكمه الأولى بالأسر والنفي إلى مصر. ولكن خالد لم يستمر طويلاً في الحكم فقد انتفض عبد الله بن ثنيان آل سعود ضده، كما استطاع فيصل الهروب من سجن القلعة بمعاونة عباس حلمي الأول.
استطاع فيصل بعد هروبه وعودته إلى نجد أن يأسر عبد الله بن ثنيان ويعيد الحكم له لتبدأ ولايته الثانية. في هذه الفترة كان فيصل يوطد حكمه في أرجاء الدولة وأخذت قوة آل الرشيد تزداد. أصيب فيصل في آخر حياته بالعمى وأصبح ابنه عبد الله يتولى إدارة شؤون الدولة بمشورة أبيه.

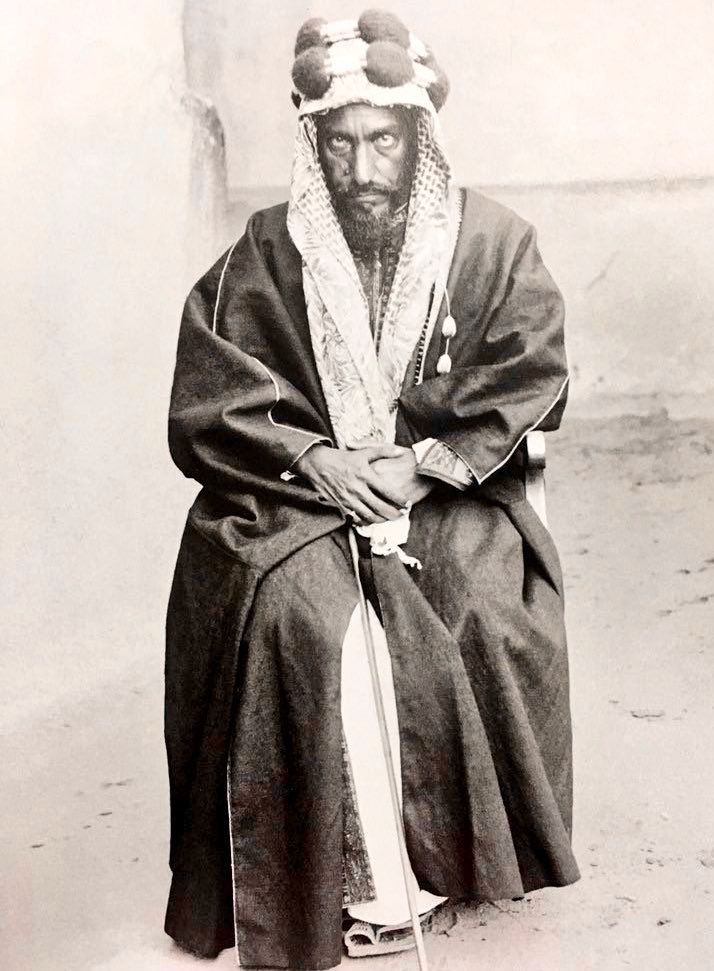
عبد الرحمن بن فيصل بن تركي آخر أئمة الدولة السعودية الثانية.

بعد وفاة فيصل تولى ابنه عبد الله الحكم وبايعه الناس، لكن أخاه سعود شن حربًا ضده استمرت عشر سنين. انتقل سعود إلى نجران حيث ساعده رئيسها في جمع ما يحتاجه من الرجال، وانطلق بجيشه إلى الرياض، لكنه هُزِم من قِبَل الجيش الذي كان قد جهّزه عبد الله بقيادة أخيه محمد مما أدى إلى هروبه إلى الأحساء. لاحقًا بعد أن استعاد سعود قوته، جهز جيشًا آخر استطاع به هزيمة أخيه محمد وأسره ثم توجه إلى الرياض، لكن أهلها ثاروا عليه بقيادة عمه وهزموه فعاد عبد الله إليها.
حاول سعود بعد ذلك دخول الرياض مرة أخرى ونجح في ذلك، حيث هرب عبد الله إلى قرب الكويت. بعد ذلك قام سعود بمحاربة عتيبة وانهزم أمامهم وقتل كثير من أتباعه. في نفس الوقت استطاع عبد الرحمن بن فيصل العودة من العراق، وعندما وصل الرياض وجد أخاه سعود خارج الرياض وقد أصابه المرض وتوفي مريضاً، فتولى عبد الرحمن الحكم، فقام عبد الله بعد ذلك بهزيمة عبد الرحمن والعودة إلى الحكم.
في خضم هذه الحرب زادت شوكة آل الرشيد حكام إمارة جبل شمر وتحارب محمد بن عبد الله الرشيد مع قوات عبد الله بن فيصل في أم العصافير وانهزم فيها وقُتل الكثير من أتباعه. بعد هذه الهزيمة تفاوض الاثنان وحصلت بينهم هدنة. قام بعد ذلك أبناء سعود بن فيصل بالتحرك بجيوشهم تجاه الرياض وقبضوا على عمهم، فتذرع ابن رشيد بذلك وتوجه بجيشه إلى الرياض وتصالح مع أبناء سعود على أن يخرجوا من الرياض ويطلقوا سراح عمهم عبد الله، وبعد ذلك أصبحت الرياض تحت سيطرة آل الرشيد، وعُين سالم بن سبهان أميرًا عليها والذي قام بقتل ثلاثة من أبناء سعود الأمر الذي أغضب آل سعود وابن رشيد فقام بعزله.
سمح ابن رشيد لعبد الله وأخيه عبد الرحمن بالعودة إلى الرياض، لكن عبد الله توفي وزادت مخاوف ابن رشيد من محاولة عبد الرحمن استعادة السلطة فأرسل سالم مرة أخرى لكن عبد الرحمن خدعه وأصابه بجراح وقتل كثيرًا ممن معه، ففاوض ابن رشيد أهل الرياض على أن يكون عبد الرحمن إمامًا على العارض والخرج وأن يطلق سراح سالم مقابل سراح آل سعود الموجودين في حائل. بعد ذلك توجه ابن رشيد لمحاربة أهل القصيم والذين هُزِموا في معركة المليداء. لمّا علم عبد الرحمن بذلك خرج من الرياض لكنه تلقى تشجيعاً بالعودة، وعندما التقى بجيش ابن رشيد انهزم أمامهم في حريملاء. بعد ذلك عاش عبد الرحمن في البادية ثم انتقل إلى قطر ثم إلى الكويت، وكانت نهاية الدولة السعودية الثانية بمعركة حريملاء.

##### الدولة السعودية الثالثة (1902–)
فقد آل سعود سلطتهم في نجد وغيرها من مناطق الجزيرة العربية في أعقاب سقوط الدولة السعودية الثانية إلاّ أنّ مقومات قيام الدولة السعودية الثالثة ظلت موجودة، لكنها خامدة تحتاج إلى من يحركها. فظل الولاء في نجد يزداد بشكل تدريجي لآل سعود وهم في الغربة والمنفى، خاصة كلما شعروا بسوء إدارة آل رشيد وشدتهم في التعامل مع المجتمع النجدي. وظل عدد كبير من أهالي نجد يرون بأن حكم آل سعود حكم نجدي محلي في المقام الأول، وأن آل سعود هم رمز للاستقلال الوطني ولابد من دعمهم ومؤازرتهم، خاصة عندما تأكدوا من تبعية آل رشيد للدولة العثمانية وولائهم لها، وهي الدولة التي قادت ضد نجد حملات عسكرية كثيرة أساءت كثيرًا إلى علاقة تلك الدولة بسكان نجد وغيرها من أقاليم الجزيرة العربية الأخرى.
استفاد آل سعود كثيرًا من إقامتهم في الكويت وقتذاك، حيث منها بدأت تحركاتهم السياسية وغير السياسية لاستعادة أمجاد حكمهم الذي فقدوه. وأكدت الدولة العثمانية لآل صباح أن آل سعود قوة لا يستهان بها في حال بروز أطماع محمد بن رشيد، أو محاولته الاستقلال عن الدولة العلية، أو الاتصال بالقوى السياسية الأجنبية ذات السيادة في الخليج.

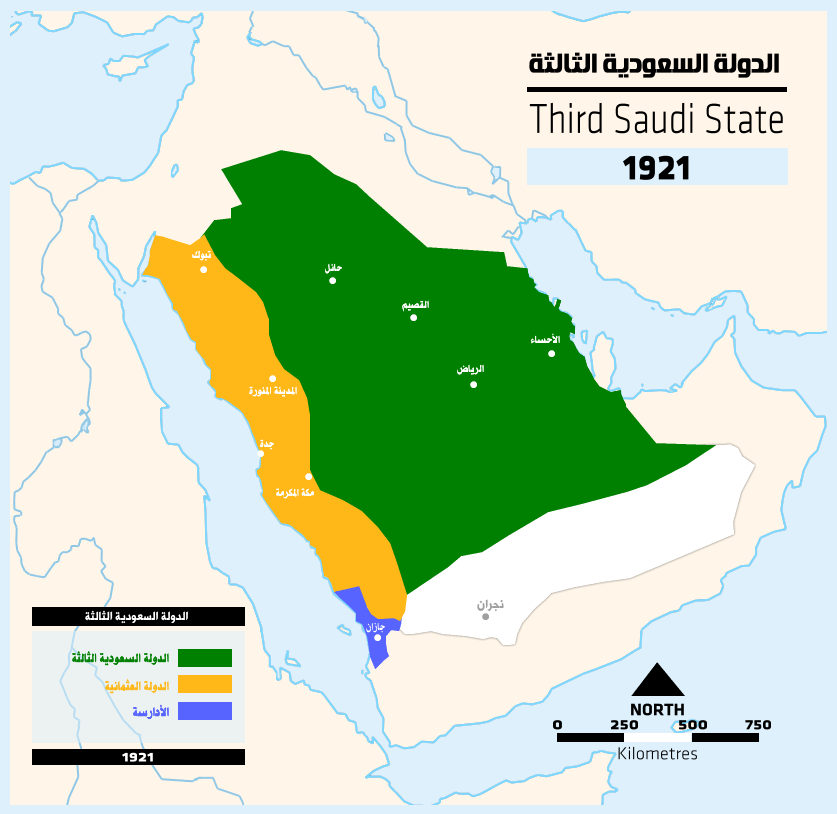
الدولة السعودية الثالثة في أقصى اتساعها عام 1921.

اتجه الأمير عبد العزيز بن عبد الرحمن بن فيصل آل سعود ومن معه صوب الرياض لمعركة استرداد الرياض وكان له ذلك بعد أن هزم قوات آل رشيد في قصر المصمك، عندما تتابع رجال عبد العزيز في دخول القصر، فاضطر باقي رجال الحماية إلى الاستسلام. ونودي، في الرياض، أن الحكم لله، ثم لعبد العزيز بن عبد الرحمن بن فيصل آل سعود. وبذلك خطا عبد العزيز خطوته الأولى، لاستعادة حكم آبائه وأجداده، ومن ثم، توحيد معظم أجزاء شبه الجزيرة العربية. وفي ذلك التاريخ، 5 شوال 1319هـ / 15 يناير 1902م، بدأت الدولة السعودية الثالثة.
ثم شرع عبد العزيز آل سعود في توحيد مناطق نجد تدريجيًا فبدأ في الفترة (1320هـ ـ 1321هـ / 1902 ـ 1903م) بتوحيد المناطق الواقعة جنوب الرياض بعد انتصاره على ابن رشيد في بلدة الدلم القريبة من الخرج، فدانت له كل بلدان الجنوب، الخرج والحريق والحوطة والأفلاج وبلدان وادي الدواسر.
بدأت الدولة السعودية الثالثة في (5 شوال 1319هـ / 15 يناير 1902م)، على يد مؤسسها عبد العزيز بن عبد الرحمن بن فيصل آل سعود في جهود لتوحيد البلاد في إطار دولة سعودية حديثة تعيد المناطق والأقاليم التي كانت تابعة للدولة السعودية الأولى والثانية. وظلت حتى عام 1340 هـ / 1921 في حروب شبه مستمرة مع إمارة حائل إلى أن سقطت إمارة جبل شمر في (29 صفر 1340هـ / 2 نوفمبر 1921م)، على يد قوات عبد العزيز بن عبد الرحمن بن فيصل آل سعود النجدية الذي بدوره أنهى بعد عدة مناوشات مع قوات آل رشيد حكم أسرة آل رشيد في حائل والجزيرة العربية، إعلان قيام سلطنة نجد. والتي ابتدأت بتعيين الامام فيصل بن تركي آل سعود لعبدالله بن رشيد واليا على حائل مكافأة له على مشاركته واصابته أثناء محاصرة مشاري بن عبد الرحمن بالرياض على إثر اغتياله للإمام تركي بن عبد الله. حتى 1340 هـ / 1921 عندما أعلن عبد العزيز بن عبد الرحمن بن فيصل آل سعود نفسه سلطانا على نجد لتأسيس سلطنة نجد التي ظلت قائمة حتى إعلان قيام المملكة العربية السعودية عام 1341 هـ / 1932.
في صيف عام 1339هـ / 1921م، عقد مؤتمر في الرياض، حضره العلماء والرؤساء، من أهل نجد، وقرروا أن يتخذ حاكم نجد، الأمير عبد العزيز بن عبد الرحمن بن فيصل آل سعود، ومن يخلفه، لقب «سلطان». وكتب الأمير عبد العزيز كتابًا إلى المفوض السامي البريطاني، يخبره بذلك واعترفت الحكومة البريطانية، في 27 ذو الحجة 1339هـ / 2 سبتمبر 1921م، لابن سعود، ومن يخلفه من ذريته، بلقب «سلطان نجد».
- اخوان من طاع الله

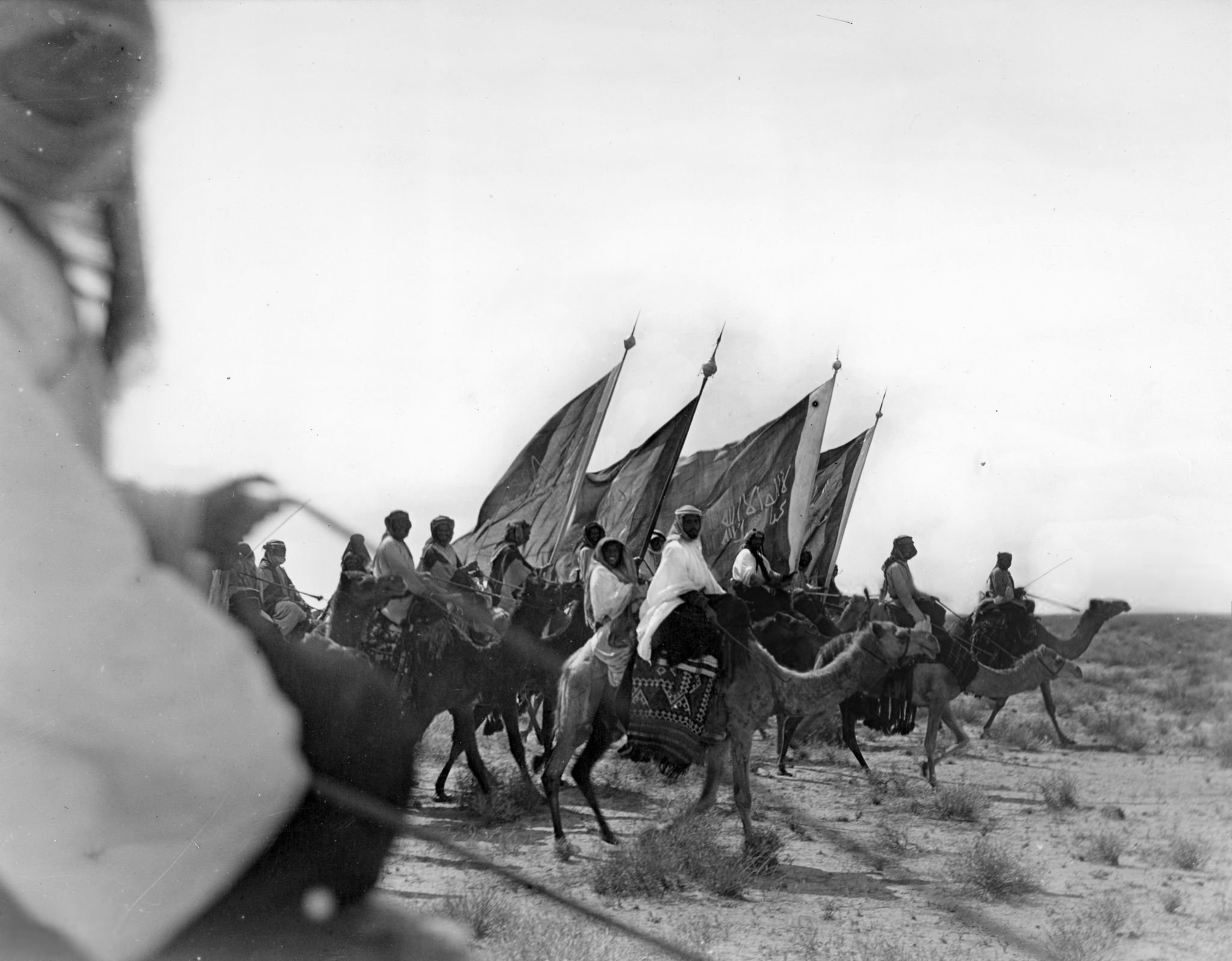
جيش الإخوان

الإخوان أو إخوان من طاع الله هم البدو الذين هجروا حياة البداوة واستقروا في الهجر لدراسة العلوم الشرعية ويستجيبون للجهاد في سبيل الله متى جاءهم النداء، ويعملون في الزراعة في أوقات السلم حتى لا يكونوا عالة على الدولة، وميزوا أنفسهم عن الآخرين بقطعة من القماش الأبيض يلفونها على رؤوسهم تسمى «معم» وهي كفن أحدهم إذا مات. بدأت تظهر قوة الإخوان عندما بدأ الملك عبدالعزيز بإنشاء الهجر ابتداء من عام 1911م ومن هنا تبدأ المرحلة الثانية من مراحل بناء القوة الحربية للملك عبدالعزيز. وعلى هذا فإن إنشاء الهجر يمثل فترة انتقال من القوة التقليدية إلى القوة شبه النظامية التي ظهرت مع الإخوان.
أما الهجر فهي أماكن أعدت لتجمع أفراداً من البادية ليستقروا ويتركوا حياة الترحال. وكان الملك عبدالعزيز يعين بقعة من الأرض فيها ماء لقبيلة أو فخذ من قبيلة فتنزح إليها، وغالباً ما تكون في أرض تلك القبيلة نفسها. فإذا استقرت فيها قدم لها بعض المساعدات لبناء المساكن والمساجد وحفر الآبار، وهكذا خرج مشروع الهجر إلى حيز الوجود. والهجر مهد الإخوان جيش الملك عبدالعزيز، المحاربون القدامى الذين تكونت منهم فيما بعد فرق المجاهدين النواة الأولى للحرس الوطني. وتعد هجرة الأرطاوية أولى الهجر، وقد أنشئت حوالي عام 1911م وسكنها فيصل الدويش وجماعته من قبيلة مطير، وتقع الأرطاوية في نقطة إستراتيجية تتحكم في الطريق بين نجد والكويت. وانتشرت الهجر في فترة وجيزة حتى أصبحت وكأنها ثكنات عسكرية تغطي معظم البلاد النجدية. استطاع الملك عبدالعزيز أن يحول الإخوان سكان الهجر إلى أكبر قوة عسكرية في جزيرة العرب. فكانوا خير معين له في تأسيس الدولة وتوحيدها، فقد بلغ عددهم عام (1344هـ / 1925م) ستة وسبعين ألفاً وخمسمائة (76.500) مقاتل. وأثناء ثورة الأدارسة سنة 1932م أشار الملك عبدالعزيز إلى أن قواته من الإخوان وغيرهم يبلغ تعدادها أربعمائة ألف مقاتل.
تكون هذا القطاع عام 1347هـ من المحاربين الذين حاربوا مع الملك عبدالعزيز، والذي كان يطلق عليهم اسم «أهل الجهاد»، وبقي اسم المجاهدين حتى الوقت الحالي، حيث كانوا بمثابة الجيش والأمن العام آنذاك، وبعد أن استقرت الأمور وتوحدت البلاد واستتب الأمن، بدأ الملك عبدالعزيز في تكوين أجهزة الدولة التي تُعنى بشؤون الحكم ومنها الشؤون العسكرية، ومن بينهم المجاهدين الذين شاركوا تحت قيادته في توحيد البلاد. المجاهدين ساندوا الملك عبدالعزيز في استعادة الرياض عام (1319هـ \ 1902). ثم انضمت إليها فرقة الإخوان بعد تأسيس الهجر من قبل الملك عبدالعزيز، وهذه القوة لا تشكل أي أعباء مالية على الدولة إذ كانوا يتكفلون بأسلحتهم وعتادهم. وقد ساهمت تلك القوة في توحيد البلاد تحت قيادة قائدها الملك عبدالعزيز.

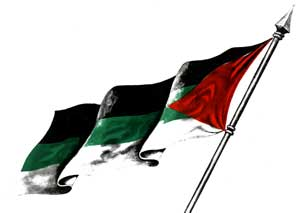
علم الوحدة العربية.

كان أبرز حدث في القرن العشرين هو الثورة العربية الكبرى التي زامنت الحرب العالمية الأولى التي لحقها سقوط الخلافة العثمانية وتقسّمها لدول صغيرة.

#### الثورة العربية (1916 - 1918)
بدأت الثورة في الحجاز، بقيادة الشريف حسين وذلك قبل فجر يوم التاسع من شعبان 1334هـ - 2 يونيو 1916 في مكة المكرمة. والذي كان يهدف إلى تأمين الاستقلال عن الحكم التركي العثماني وتكوين دولة عربية واحدة تمتد من حلب في سوريا شمالاً حتى عدن في اليمن جنوباً. دخل الشريف حسين في تحالف مع بريطانيا وفرنسا طيلة الحرب العالمية الأولى في 1916 م. وامتدت الثورة ضد العثمانيين بعد إخراجهم من الحجاز حتى وصلت سوريا العثمانية، وإسقاط الخلافة العثمانية فيها، وفي العراق؛ وذلك نتيجة للسياسة العثمانية خلال الحرب العالمية الأولى، والتي تمثلت بالتجنيد الإجباري، ومصادرة الأملاك والأرزاق، ومن ثم مجاعة 1915، والسياسة القمعية لجمال باشا السفاح، الحاكم العسكري للولايات السورية العثمانية، إلى جانب تراكمات العلاقة المعقدة بين العرب والأتراك منذ أواسط القرن التاسع عشر، وحتى مؤتمر باريس عام 1913.
تمكن جيش الثورة العربية الكبرى بقيادة فيصل بن الحسين، وبالتعاون مع مسلحي القبائل، من تحقيق انتصارات عسكرية، وكسر الجيش العثماني على طول خط القتال الممتد من المدينة المنورة وحتى دمشق؛ وتمكن بعد تجاوزه العقبة، تسريع تقدمه مع دخول الجيش البريطاني بقيادة الجنرال إدموند ألنبي من سيناء إلى فلسطين ومنها على طول الخط الساحلي حتى لواء إسكندرون؛ وفي آخر سبتمبر 1918 انسحب العثمانيون من دمشق، وقبلوا في هدنة مودروس، ثم نهائيًا في معاهدة سيفر.

#### الحقبة المعاصرة

##### المملكة العربية السعودية (1932)

علم المملكة العربية السعودية

شعار المملكة العربية السعودية

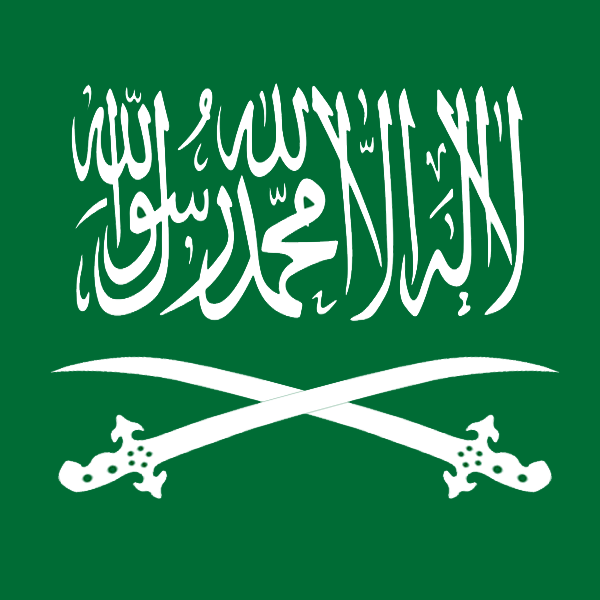
العلم الملكي السعودي حتى عام 1973م

العلم الملكي السعودي منذ عام 1973م حتى الآن

كان الملك عبد العزيز آل سعود أول ملك للدولة السعودية بشكلها الحديث وذلك بعد توحيد مناطقها وأقاليمها تحت اسم المملكة العربية السعودية في 21 جمادى الأولى 1351 هـ الموافق 23 سبتمبر 1932م واتخذ لقب «جلالة ملك المملكة العربية السعودية»، وفي عام 1352هـ (1933م) عيّن ابنه الأكبر سعود بن عبد العزيز وليّاً للعهد بعد الموافقة وأخذ البيعة له، وقد كان يسانده في أمور الدولة، وفي الحجاز كان ينوب عنه ابنه فيصل بن عبد العزيز. استمر عبد العزيز في الحكم إلى أن توفي في الطائف سنة 1373 هـ (1953م).
بعد وفاة الملك عبد العزيز تمت مبايعة ابنه سعود ملكاً سنة 1373هـ (1953م)، وفي عهده تمت العديد من الإصلاحات الداخلية والمشروعات العمرانية من أهمها، إنشاء مجلس الوزراء وإسناد رئاسته إلى فيصل بن عبد العزيز، والنهضة التعليمية التي تم فيها تحويل مديرية المعارف إلى وزارة المعارف وعيّن فهد بن عبد العزيز وزيرًا للمعارف، وعمل على توسعة المسجد النبوي الذي اعُتمد مشروعه في عهد الملك عبد العزيز، ثم توسعة المسجد الحرام. أما فيما يتعلق بالإعلام فقد عمل على إنشاء المؤسسات الصحافية الأهلية، وأنشأ العديد من الإذاعات، كما أنشأ وزارة الإعلام سنة 1381 هـ وأسس التلفزيون في 1383 هـ. في 1383 هـ (1964م) مرض الملك سعود ولم يعد قادرًا على التصرف في شؤون الحكم الأمر الذي استوجب عزله في 1384 هـ، وتعيين أخاه فيصل بدلاً عنه، وفي 1388 هـ (1969م) توفي الملك سعود في أثينا باليونان.
بعد أن تولى الملك فيصل الحكم عمل على أمور عدة أبرزها، العمل على ضم جامعة الملك عبد العزيز الأهلية إلى الدولة وتحويل الكليات والمعاهد العلمية إلى جامعة أصبحت فيما بعد جامعة الإمام محمد بن سعود الإسلامية، كما عمل على تحويل كلية البترول إلى جامعة البترول والمعادن. في عهده كانت تدور الصراعات العربية الإسرائيلية وفي حرب العاشر من رمضان 1393 هـ الموافق السادس من أكتوبر 1973م حيث كانت السعودية إحدى الدول المشاركة في الحرب، وأمر بقطع إمداد البترول عن الدول المؤيدة لإسرائيل، فكان مساندًا لتلك القضية ماديًّا ومعنويًا إلى أن قُتِل سنة 1395 هـ (1975م).
في عام 1395 هـ / 1975 تولى الملك خالد الحكم، فشهدت المملكة في عهده تطورًا ملحوظاً في البناء والتنمية، وترأس العديد من المؤتمرات المحلية والإقليمية في شتى المجالات السياسية والاقتصادية والاجتماعية، وترأس عدة مؤتمرات إسلامية، ويُعد من مؤسسي مجلس التعاون الخليجي، وحضر أول مؤتمر قمة له والذي أقيم في عام 1401 هـ (1981م). كان عهده يتميز بالرخاء الاقتصادي فعمل على تطوير عدد من المرافق، فشهدت النهضة التعليمية تطورًا كبيرًا، حيث تم افتتاح جامعة الملك فيصل بالدمام وجامعة أم القرى بمكة المكرمة، وفي المجال السياسي فقد اهتم بعدد من القضايا العربية والإسلامية، من أبرزها القضية الفلسطينية، ودعم التنظيمات الإسلامية الجهادية ضد الاحتلال السوفييتي لأفغانستان إبان الحرب السوفيتية في أفغانستان ومساعدتهم في المحافل السياسية منها والإقليمية. توفى الملك خالد في الرياض سنة 1402 هـ (1982م).
في سنة 1402 هـ 1982 تولى الملك فهد الحكم واتخذ لقب خادم الحرمين الشريفين، وفي عهده برزت العديد من الإنجازات على الصعيد الإسلامي، أهمها مشروع خادم الحرمين الشريفين لعمارة الحرمين الشريفين، وتوسعتهما كي يستوعب المسجد الحرام أكثر من مليون ونصف مليون مصل والحرم المدني أكثر من مليون ومائتي ألف مصل، بالإضافة إلى تطوير المناطق المحيطة بها. بالإضافة إلى مواقفه في القضايا العربية والإسلامية التي من أهمها القضية الفلسطينية من حيث الدعم السياسي والمادي والمعنوي، وفي عهده نهضت البلاد حضاريًا شملت العديد من المرافق، فقد تطور التعليم في عهده وازدهرت الحركة العمرانية، ونمت النهضة الصناعية. كما شهدت المملكة في عهده نهضة زراعية كبيرة إذ قدمت الدولة دعمًا كبيرًا لوزارة الزراعة بحيث تطورت الزراعة خاصة في مجال القمح. توفي سنة 1426 هـ (2005م)، بعد أن استمر حكمه نحو 24 عامًا.
في 26 جمادى الآخرة 1426 هـ الموافق 1 أغسطس 2005م تولى الملك عبد الله الحكم واحتفظ بلقب خادم الحرمين الشريفين، وعيّن سلطان بن عبد العزيز وليًا للعهد ونايف بن عبد العزيز نائبًا له، لكن سلطان توفي في 24 ذو القعدة 1432 هـ الموافق 22 أكتوبر 2011، فخلفه نايف بن عبد العزيز الذي استمر إلى وفاته في 26 رجب 1433 هـ الموافق 16 يونيو 2012، ثم عُيّن سلمان وليّاً للعهد. في عهد الملك عبد الله تطورت مختلف القطاعات، من أبرزها توسعة المسجد الحرام والمسجد النبوي، وزيادة عدد الجامعات والكليات وإنشاء جامعة الملك عبد الله للعلوم والتقنية، بالإضافة إلى برنامج خادم الحرمين الشريفين للابتعاث الخارجي، والأمر بإنشاء عدد من المدن الاقتصادية. استمر حكم الملك عبد الله إلى وفاته في 3 ربيع الآخر 1436 هـ الموافق 23 يناير 2015، وتم تعيين سلمان بن عبد العزيز آل سعود ملكاً على البلاد، كما تم تعيين مقرن بن عبد العزيز آل سعود وليّاً للعهد. وفي 29 أبريل 2015 عُين الأمير محمد بن نايف بن عبد العزيز آل سعود ولياً للعهد. والذي كان يشغل سابقا وليا لولي العهد منذ 23 يناير 2015.

#### مجلس التعاون لدول الخليج العربية
عام 1976 م وجه الشيخ جابر الأحمد الصباح ولي عهد الكويت ورئيس الوزراء دعوة إلى قيام وحدة خليجية؛ تهدف إلى تحقيق التعاون في جميع المجالات، ومن ثم صدرت دعوات لوحدة الخليج أطلقها حينذاك الشيخ زايد بن سلطان آل نهيان؛ ليكون اللقاء بعد ذلك بين دول المجلس على هامش القمة العربية عام 1980م في الأردن.
وبدأت الخطوات التنفيذية لتحقيق فكرة الوحدة والاندماج في أعقاب القمة الخليجية التي عقدت على هامش القمة الإسلامية في الطائف؛ حيث تم الاتفاق المبدئي على قيام المجلس بناء على مشاركة الدول الست. تبع ذلك سلسلة من اللقاءات والاجتماعات التحضيرية، إلى أن كان لقاء وزراء الخارجية لدول الخليج الست في 4 فبراير 1981 م؛ ليوقعوا على ما يسمى وثيقة إعلان قيام مجلس التعاون لدول الخليج العربي. وفي الدورة الثالثة لمجلس التعاون في المنامة عام 1982 تم إنشاء درع الجزيرة وهي قوات عسكرية مشتركة لدول مجلس التعاون الخليجي. بهدف حماية أمن الدول الأعضاء مجلس التعاون الخليجي وردع أي عدوان العسكري. ويقع مقر قوات درع الجزيرة في المملكة العربية السعودية، محافظة حفر الباطن في مدينة الملك خالد العسكرية. في عام 2010 تجاوزت القوة عتبة الثلاثين ألف عسكري من ضباط وجنود بينهم نحو 21 ألف مقاتل.

## الحكام

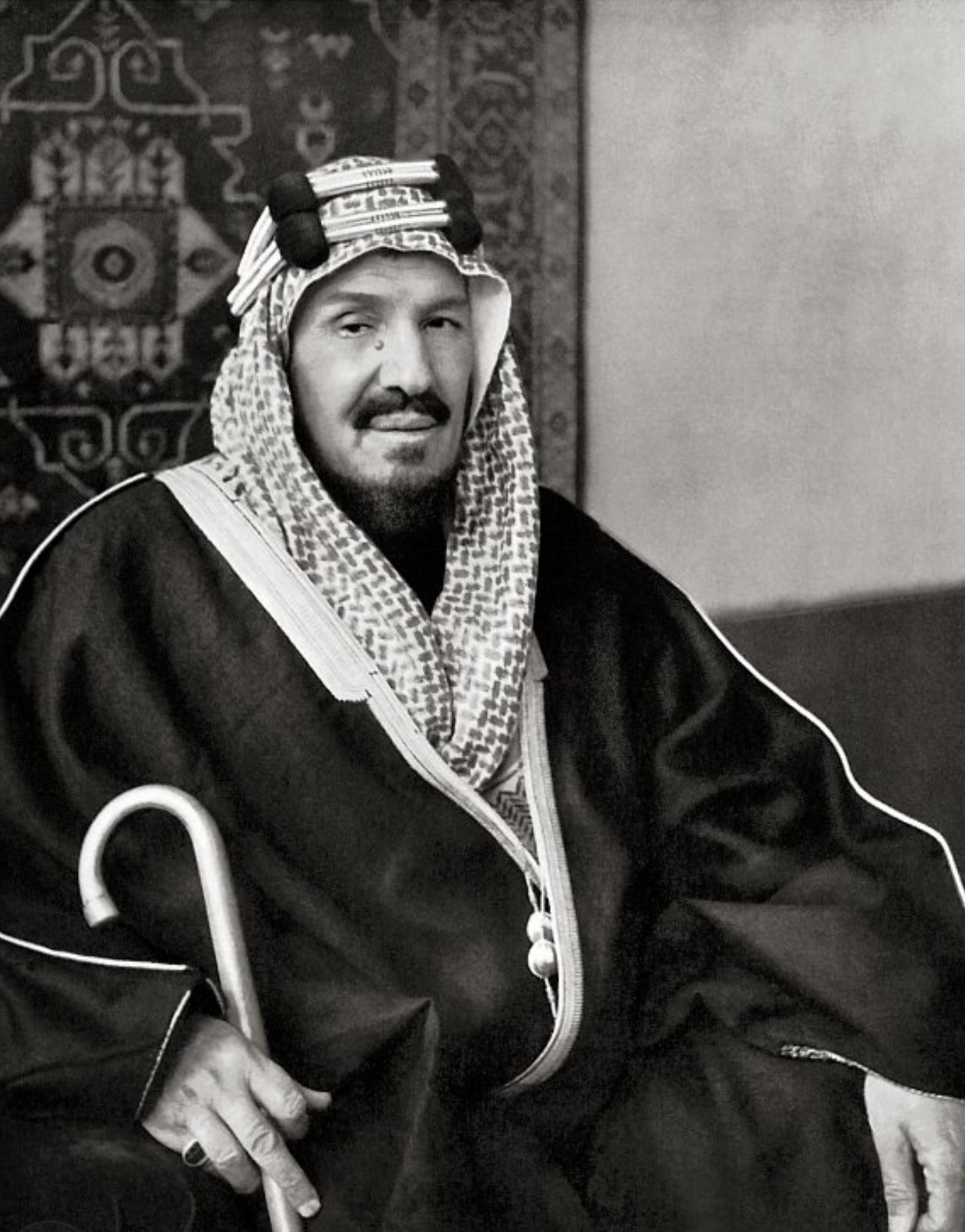
الملك عبدالعزيز بن عبدالرحمن آل سعود مؤسس الدولة السعودية الثالثة وأول ملوك المملكة العربية السعودية.

### أئمة الدولة السعودية الأولى
- الإمام محمد بن سعود.
- الإمام عبد العزيز بن محمد.
- الإمام سعود بن عبد العزيز.
- الإمام عبد الله بن سعود.

### أئمة الدولة السعودية الثانية
- الإمام تركي بن عبد الله بن محمد آل سعود.
- الإمام مشاري بن عبد الرحمن بن مشاري آل سعود.
- الإمام فيصل بن تركي.
- الإمام عبد الله بن ثنيان بن إبراهيم بن ثنيان بن سعود.
- الإمام عبد الله بن فيصل.
- الإمام سعود بن فيصل.
- الإمام عبد الرحمن بن فيصل.

### ملوك المملكة العربية السعودية
- الملك عبد العزيز بن عبد الرحمن آل سعود.
- الملك سعود بن عبد العزيز آل سعود.
- الملك فيصل بن عبد العزيز آل سعود.
- الملك خالد بن عبد العزيز آل سعود.
- الملك فهد بن عبد العزيز آل سعود.
- الملك عبدالله بن عبد العزيز آل سعود.
- الملك سلمان بن عبد العزيز آل سعود.

## حروب السعودية

### بعض معارك الدولة السعودية الأولى
| - معركة الحاير 1764 م - الحملة البريطانية الأولى على القواسم 1800 م - معركة خكيكرة 1811 م | - معركة ينبع 1811 م - معركة وادي الصفراء 1812 م - معركة المدينة المنورة 1812 م | - معركة مكة 1813 م - معركة جدة 1813 م - حصار الدرعية 1818 م |

### معارك تأسيس الدولة السعودية الثانية
| - معركة السبية مع بني خالد 1830 م - معركة الأحساء ضد الدولة العثمانية 1871م - معركة الجفر صراع داخلي بين آل سعود 1879 م | - معركة عروى ضد إمارة جبل شمر 1883 م - معركة المليداء ضد إمارة جبل شمر 1891 م |

### معارك تأسيس المملكة العربية السعودية
| - معركة الرياض ضد إمارة جبل شمر 1902 م - معركة الدلم ضد إمارة جبل شمر 1903 م - معركة جو لبن ضد قبيلة مطير بقيادة سلطان بن فيصل الدويش 1903 م - معركة البكيرية ضد إمارة جبل شمر 1904 م - معركة الشنانة ضد إمارة جبل شمر 1904 م - معركة روضة مهنا ضد إمارة جبل شمر 1906 م - معركة الطرفية ضد إمارة جبل شمر وقبيلة مطير ومنطقة القصيم 1907 م - معركة الأحساء ضد الدولة العثمانية 1913 م - معركة الشامخه ضد قبيلة بني رشيد | - معركة كنزان ضد قبيلة العجمان 1915 م - معركة جراب ضد إمارة جبل شمر 1915 م - معركة تربة ضد المملكة الحجازية الهاشمية 1919 م - معركة حمض ضد إمارة الكويت 1920 م - معركة الجهراء ضد إمارة الكويت و إمارة جبل شمر 1920 م - معركة حجلا ضد إمارة آل عايض في عسير 1920 م - معركة النيصية ضد إمارة جبل شمر 1921 م | - معركة حائل ضد إمارة حائل 1921 م - معركة حرملة ضد إمارة آل عايض في عسير 1923 م - معركة الطائف ضد مملكة الحجاز 1924 م - معركة مكة المكرمة ضد مملكة الحجاز 1924 م - معركة المدينة المنورة ضد مملكة الحجاز 1925 م - معركة جدة ضد مملكة الحجاز 1925 م - معركة السبلة ضد الإخوان 1929 م - معركة القاعية ضد الإخوان وقبيلة مطير 1929 م - معركة أم رضمة ضد الإخوان 1929 م - معركة نقير ضد الإخوان 1929 م - معركة تمرد الأدارسة ضد الإمارة الإدريسية في جازان 1931 م |

### معارك بعد توحيد السعودية

#### الحرب السعودية اليمنية (1934)
قامت الحرب اليمنية السعودية بين مارس ومايو على فترات متقطعة بدأت منذ 1924 وكانت المرحلة الحاسمة عام 1934. وكانت حربا بين الأدارسة في عسير وجيزان والحديدة التابعة للإمارة الادريسية حينها والملك عبد العزيز آل سعود ولم تشتبك قوات الإمام يحيى حميد الدين مع الملك عبد العزيز آل سعود إلا في نجران. انتهت الحرب بانتصار الملك عبد العزيز آل سعود  واستسلام  الإمام يحيى حميد الدين في اليمن وقيامة بتوقيع معاهدة الطائف. وأعلنت معاهدة الطائف نهاية الحرب السعودية اليمنية التي اشتعلت في الثلاثينيات من القرن العشرين، وإقامة علاقات سلمية بين الدولتين، واعتراف كل طرف باستقلال وسيادة الطرف الآخر. وأعادت المملكة العربية السعودية إلى اليمن الأراضي التي احتلتها صعدة حتى الحديدة إبان الحرب بينهما .

#### حرب 48

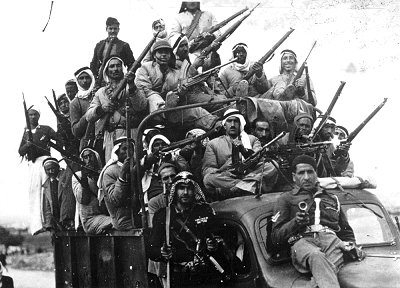
القوات السعودية متوجهة لفلسطين في حرب 48.

مع بداية المناوشات أرسل مفتي فلسطين أمين الحسيني والهيئة العربية العليا في فلسطين مندوباً إلى الملك عبد العزيز آل سعود رحمه الله، لطلب المساعدة، فأمر الملك بإرسال كمية من الذخيرة والبنادق إلى الثوار في فلسطين، وتبرع الشعب السعودي بمبلغ خمسة ملايين ريال سعودي. وأمر الملك عبد العزيز آل سعود بإرسال فرقة سعودية للجهاد في فلسطين وتوجهت الدفعة الأولى بالطائرات، فيما أرسلت بقية السرايا بالبواخر. وبلغ عدد ضباط وأفراد الفرقة قرابة ثلاثة آلاف ومائتي رجل، وفقاً لعدد من الكتب التي رصدت تلك المرحلة التاريخية.
وتعددت المواقع والمعارك التي شاركت فيها القوات السعودية على أرض فلسطين. ومن أهم المواقع والمعارك التي شارك فيها الجيش السعودي في فلسطين معركة دير سنيد وأسدود ونجبا والمجدل وعراق سويدان والحليقات وبيرون إسحاق كراتيا وبيت طيما وبيت حنون وبيت لاهيا وغزة ورفح والعسلوج ووتبة الجيش وعلى المنطار والشيخ نوران. وقامت القوات السعودية بنسف أنابيب المياه. وعرقلة سير القوافل التي كانت تـُـمـوِّن تلك المستعمرات. واشتركت القوات السعودية في القتال على الخطوط الأمامية في غزة والمجدل ودير سنيد وأسدود ونيتسايم جنباً إلى جنب مع القوات المصرية.
كما حصلت معركة عين خفر قرب قناة السويس، وقام فيها 8300 جندي سعودي بالصمود والتصدي للجيش الإسرائيلي المكون من 31600 جندي بعد اشتباك ومحاصرة للجنود السعوديين لمدة 4 أيام، صمد فيها وانتصر الجنود السعوديون وانتهت المعركة بأسر 476 جندياً إسرائيلياً و1784 شهيداً من الجنود السعوديين.

#### ثورة 26 سبتمبر اليمنية
هي ثورة قامت ضد المملكة المتوكلية اليمنية في شمال اليمن عام 1962 وقامت خلالها حرب أهلية بين الموالين للمملكة المتوكلية وبين المواليين للجمهوريّة العربية اليمنية واستمرت الحرب ثمان سنوات (1962 - 1970). وقد سيطرت الفصائل الجمهورية على الحكم في نهاية الحرب وانتهت المملكة وقامت الجمهورية العربية اليمنية. بدأت الحرب عقب انقلاب المشير عبد الله السلال على الإمام محمد البدر حميد الدين وإعلانه قيام الجمهورية في اليمن. هرب الإمام إلى السعودية وبدأ بالثورة المضادة من هناك.
تلقى الإمام البدر وأنصاره الدعم من السعودية والأردن وبريطانيا وتلقى الجمهوريين الدعم من مصر جمال عبد الناصر. وقد جرت معارك الحرب الضارية في المدن والأماكن الريفية. أرسل جمال عبد الناصر ما يقارب 70,000 جندي مصري وشاركت السعودية بآلاف المقاتلين من الحرس الوطني وعلى الرغم من الجهود العسكرية والدبلوماسية، وصلت الحرب إلى طريق مسدودة واستنزفت السعودية بدعمها المتواصل للإمام طاقة الجيش المصري وأثرت على مستواه في حرب 1967 وأدرك جمال صعوبة إبقاء الجيش المصري في اليمن.

#### حرب الوديعة
حرب نشبت بين المملكة العربية السعودية وجمهورية اليمن الديمقراطية الشعبية بعد أن اشتبكت القوات اليمنية الجنوبية مع القوات السعودية في مركز الوديعة على حدود البلدين في الربع الخالي في 27 نوفمبر 1969م. وقام الجيش اليمني بالهجوم على السعودية وردت السعودية بقصف جوي وهجوم بري على القوات اليمنية وانتهت بانتصار القوات السعودية وسيطرتها على الوديعة.

#### حرب أكتوبر
حرب أكتوبر أو حرب يوم الغفران هي الحرب العربية الإسرائيلية الرابعة التي شنتها كل من مصر وسوريا على إسرائيل عام 1973. بدأت الحرب في يوم 6 أكتوبر 1973 الموافق 10 رمضان 1393 هـ بهجوم مفاجئ من قبل الجيش المصري والجيش السوري على القوات الإسرائيلية التي كانت مرابطة في سيناء وهضبة الجولان. وشاركت القوات السعودية في الحرب العربية-الإسرائيلية، ضمن الجبهة السورية، في الجولان وفي تل مرعي وخاض الجيش السعودي معارك طاحنة مع الوحدات الإسرائيلية. وقامت السعودية بإعلان حظر نفطي لدفع الدول الغربية لإجبار إسرائيل على الانسحاب من الأراضي العربية المحتلة في حرب 1967" ، وأعلنت أنها ستوقف إمدادات النفط إلى الولايات المتحدة والبلدان الأخرى التي تؤيد إسرائيل في صراعها مع سوريا ومصر والعراق.

#### حرب الخليج الثانية

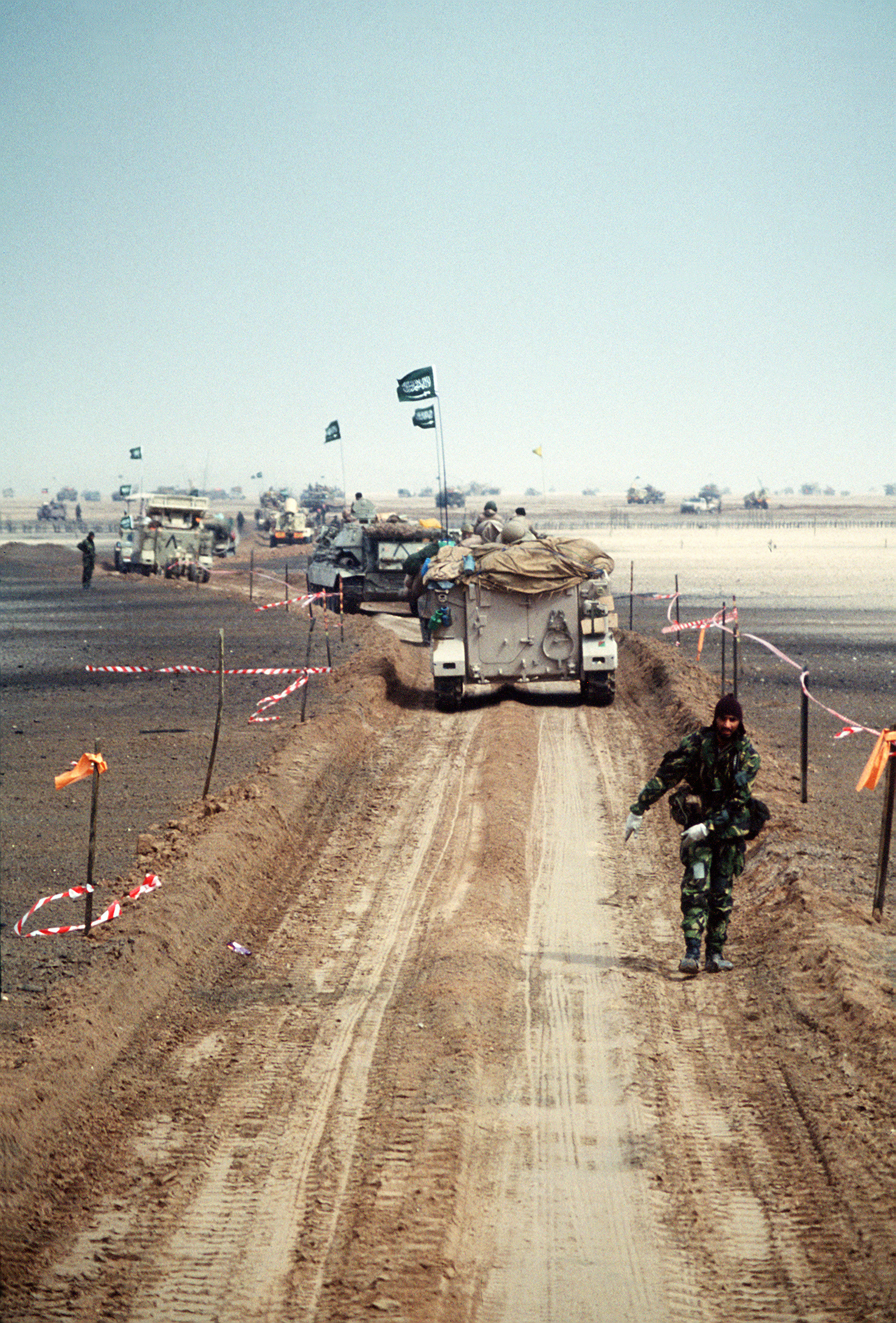
القوات البرية السعودية خلال عبورها أحد حقول الألغام.

حرب الخليج الثانية أو حرب تحرير الكويت هي حرب بدأت في 17 يناير 1991، شنتها قوات التحالف المكونة من 34 دولة بقيادة الولايات المتحدة الأمريكية ضد العراق بعد أخذ الإذن من الأمم المتحدة لتحرير الكويت من الاحتلال العراقي، الذي بدأ على إثر اتهام العراق للكويت في عام 1990 بسرقة النفط عبر الحفر بطريقة مائلة، والذي ترتب عليه فرض عقوبات اقتصادية على العراق وطالب مجلس الأمن القوات العراقية بالانسحاب من الأراضي الكويتية دون قيد أو شرط. جاء موقف المملكة العربية السعودية من بين الدول التي عارضت بشدة هذا الاحتلال وقامت بمساندة الكويت وإرسال قوات إلى الكويت. انضمت السعودية للتحالف بجيش يصل تعداده 200,000 ألف جندي واستقبلت آلاف من النازحين الكويتيين. وتعرضت السعودية للقصف من قبل القوات العراقية استعمل في القصف قنابل قنابل ذكية وقنابل عنقودية وصواريخ كروز بالإضافة إلى إطلاق صواريخ سكود على كل من مدينتي الظهران والرياض. انتصر التحالف على القوات العراقية وقام صدام حسين بسحب قواته من الكويت.

##### معركة الخفجي
هي معركة من معارك حرب الخليج الثانية حدثت بين 29 يناير و31 يناير 1991 حينما قامت القوات العراقية بحركة فاجأت توقعات قوات التحالف الدولية والتقدم مباشرة نحو المملكة العربية السعودية واحتلال مدينة الخفجي السعودية. تطلب تحرير مدينة الخفجي حوالي 72 ساعة من القتال بين القوات العراقية من جانب وقوات التحالف الدولي ممثله في السعودية والولايات المتحدة الأمريكية من الجانب الآخر.

#### معركة مقديشو

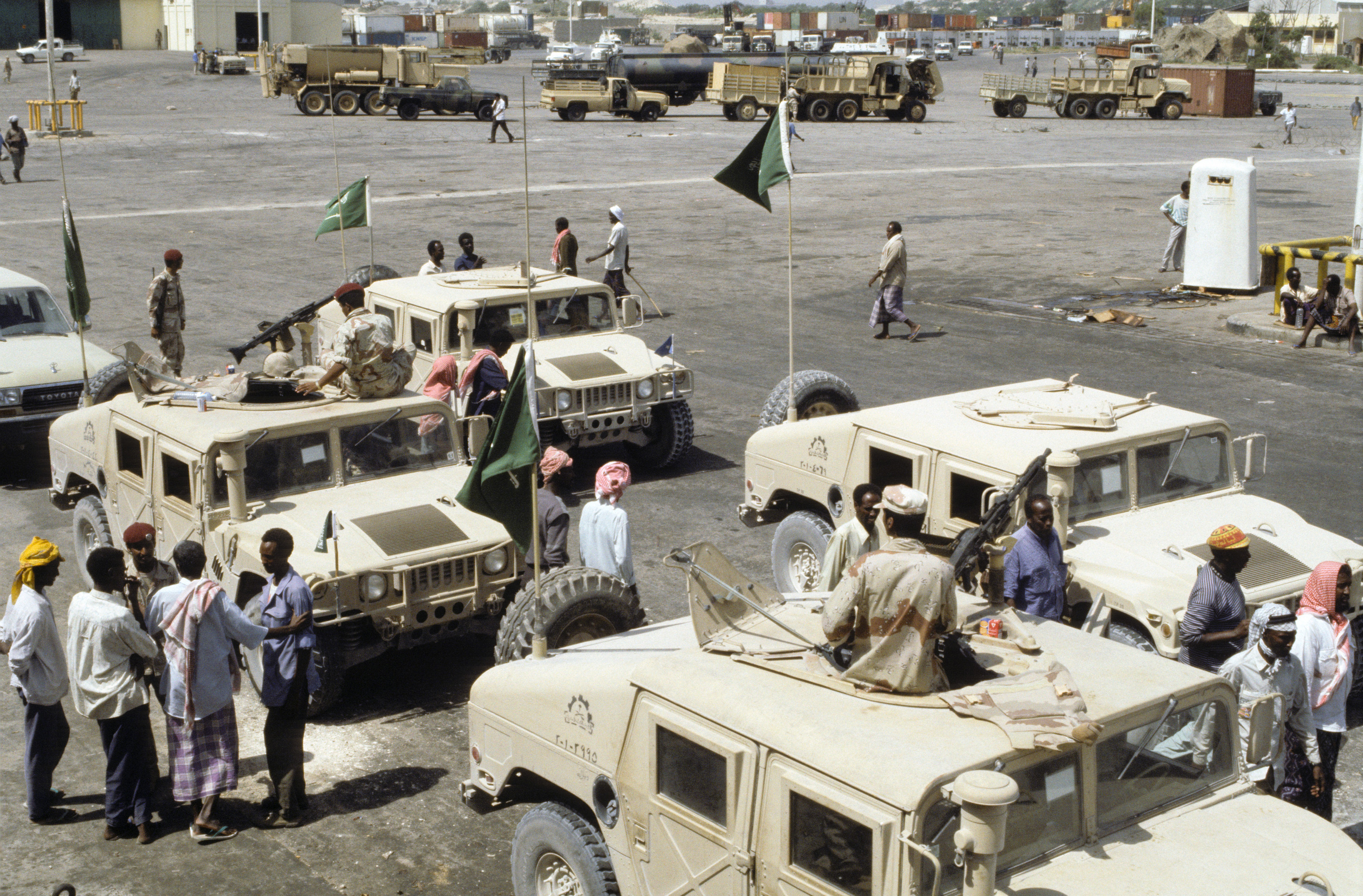
الجيش العربي السعودي في العاصمة الصومالية مقديشو.

انضمت القوات السعودية لتحالف الأمم المتحدة في الحرب الاهلية الصومالية وتحديدا في معركة مقديشو عام 1993. عملت القوات السعودية في مهمتها لحراسة واستقبال سفن مواد الإغاثة في ميناء العاصمة البحري المقدمة من السعودية وتوزيعها على الشعب الصومالي. وساهمت في مرافقة القوافل الإنسانية والإغاثية التابعة للأمم المتحدة داخل وخارج العاصمة مقديشو، وساهمت كذلك في فتح الطرق المغلقة في العاصمة مقديشو من قبل بعض الفصائل الصومالية، علاوة على توزيع مواد الإغاثة المقدمة من هيئة الإغاثة السعودية الرسمية إلى الشعب الصومالي، مع قيامها بواجباتها في فرض الأمن وحماية نقاط مختلفة وحراستها.

#### التدخل في سوريا
بدأ في 15 مارس/آذار حراك في سوريا عُرف بانتفاضة درعا، توسع في 25 مارس/آذار لتزداد المظاهرات كمًا وانتشارًا في مدن حماة واللاذقية واحياء في دمشق، وكان الرد الأمني من النظام السوري دمويا، وتطورت الأحداث لتدخل سوريا في طور أزمة وحرب أهلية دعمت فيها السعودية المعارضة السورية المسلحة ولعب موقع إيران من الأحداث دورا أساسيا في التحركات السعودية بخصوص سوريا. وأثناء هذه الفوضى دخلت داعش سوريا وقامت باحتلال بعض الأراضي السورية وفي 23 أيلول / سبتمبر 2014: المتحدث باسم وزارة الدفاع الأمريكية (البنتاغون) يؤكد قيام القوات الأمريكية بالتعاون مع دول أخرى باستخدام المقاتلات الحربية وراجمات الصواريخ وصواريخ توماهوك في هجوم ضد داعش على الأراضي السورية. كما نقل عن مسؤولين آخرين مشاركة كل من السعودية والإمارات والأردن والبحرين والمغرب في الهجوم. انضمت السعودية للتحالف الدولي ضد داعش ب4 مقاتلات إف15 وقامت القوات السعودية بقصف داعش حتى أصبحت السعودية والولايات المتحدة أكثر الدول قصفا لداعش منذ بدء العمليات العسكرية. أيضا قامت السعودية بتدريب المعارضة السورية.

#### حرب الخوبة

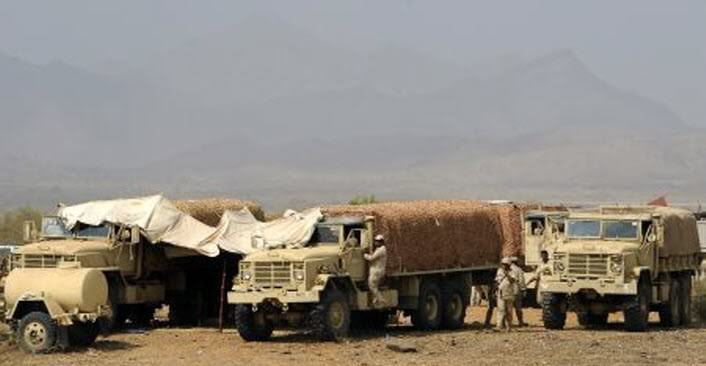
آليات شحن من نوع M923 خاصة بالجيش العربي السعودي في منطقة جازان في نوفمبر 2009 م

في 3 نوفمبر 2009م قامت قوات الحوثيين بالاعتداء على المملكة، وبدؤوا في التسلل بين الحدود اليمنية والسعودية بمركز الخوبة التابع لجازان وقد كشفت قوات حرس الحدود السعودي ذلك التسلل البري في جبل دخان بقرية الخوبة، وأرسلت فرقة من حرس الحدود لطردهم. واشتبكت قوات حرس الحدود حينها مع المسلحين الحوثيين في القرية، حيث أطلق المسلحون النار على قوات حرس الحدود وأهل القرية، وأعلنت القوات السعودية حربها على الحوثيين.

#### عملية عاصفة الحزم

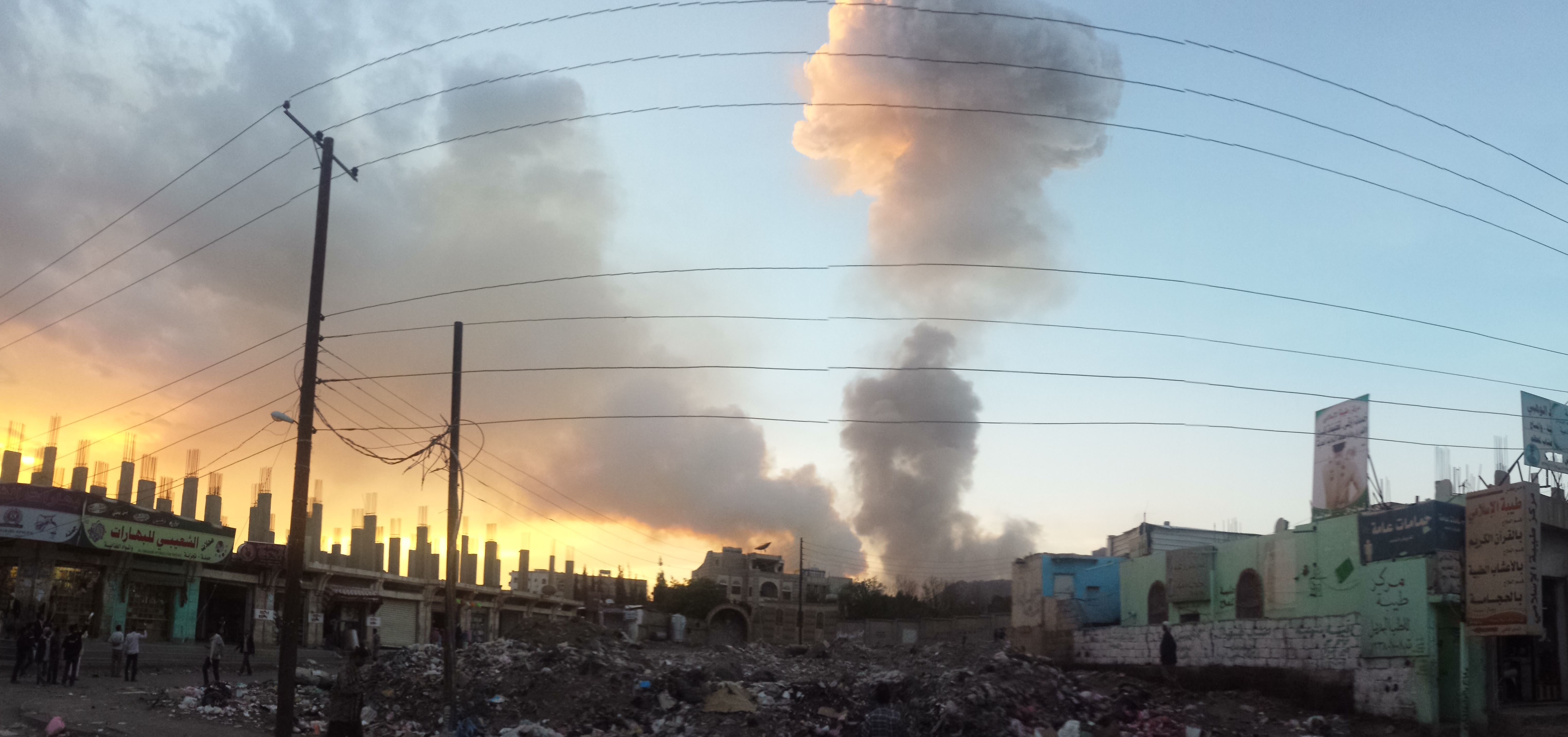
غارة جوية على مخازن الصواريخ والأسلحة في جبل نقم شرق صنعاء 11 مايو 2015.

قامت المملكة العربية السعودية بقيادة  تحالف دولي مكون من عشر دول ضد جماعة «أنصار الله» (الحوثيون) والقوات الموالية لهم ولعلي عبد الله صالح. بدأت في الساعة الثانية صباحاً بتوقيت السعودية من يوم الخميس 5 جمادى الثانية 1436 هـ - 26 مارس 2015، وذلك عندما قامت القوات الجوية الملكية السعودية بقصف جوي كثيف على المواقع التابعة لمسلحي جماعة أنصار الله والقوات التابعة لصالح في اليمن. وتعتبر عاصفة الحزم إعلان بداية العمليات العسكرية بقيادة السعودية في اليمن. عملية عاصفة الحزم تم فيها السيطرة على أجواء اليمن وتدمير الدفاعات الجوية ونظم الاتصالات العسكرية خلال الساعة الأولى من العملية. وأعلنت السعودية بأن الأجواء اليمنية منطقة محظورة. وحذرت من الاقتراب من الموانئ اليمنية. وكانت السعودية وعلى لسان وزير دفاعها قد حذرت قبل شن عمليات عاصفة الحزم من عواقب التحرك نحو عدن، وجاءت العمليات بعد طلب تقدم به الرئيس اليمني عبد ربه منصور هادي لإيقاف الحوثيين الذين بدأوا هجوماً واسعاً على المحافظات الجنوبية، وأصبحوا على وشك الاستيلاء على مدينة عدن، التي انتقل إليها الرئيس هادي بعد انقلاب 2014 في اليمن. أعلنت قيادة التحالف نهاية عملية عاصفة الحزم في 21 أبريل 2015، وبدء «عملية إعادة الأمل». وجاء ذلك بعد إعلان وزارة الدفاع السعودية أن عاصفة الحزم أزالت التهديدات الموجهة إلى المملكة، بعد أن تمكنت من تدمير الأسلحة الثقيلة والصواريخ الباليستية.

#### عملية إعادة الأمل
بعد أن أعلنت قيادة التحالف عن انتهاء عملية عاصفة الحزم في اليمن، بدأ استئناف العملية السياسية وفق قرار مجلس الأمن الدولي رقم 2216 والمبادرة الخليجية ومخرجات مؤتمر الحوار الوطني اليمني. واستمرار حماية المدنيين من الحوثيين، أو في حال قيامهم بأعمال مماثلة لما قاموا به قبل عملية عاصفة الحزم، ومكافحة الإرهاب، وتيسير إجلاء الرعايا الأجانب، وتكثيف المساعدة الإغاثية والطبية للشعب اليمني في المناطق المتضررة، وإفساح المجال للجهود الدولية لتقديم المساعدات الإنسانية، والتصدي للتحركات والعمليات العسكرية للميليشيات الحوثية ومن تحالف معها، ومنعها من التحرك داخل اليمن، أو محاولة التغيير على أرض الواقع، وعدم تمكينها من استخدام الأسلحة المنهوبة من المعسكرات أو المهربة من الخارج، واستمرار فرض الحظر الجوي والبري والقيام بأعمال التفتيش لمنع تسليح الحوثيين تنفيذًا لقرار الأمم المتحدة.

#### السهم الذهبي
بدأت قوات التحالف منذ 14 يوليو بعملية برية في عدن أطلق عليها اسم «عملية السهم الذهبي»، حيث يشارك 1500 جندي يمني تدربوا في السعودية والإمارات في القتال الميداني، بغطاء بحري وجوي من التحالف، بالإضافة إلى 2800 جندي إماراتي وسعودي، لدعم مسلحي المقاومة الشعبية في المدينة. ودخلت تلك القوات عن طريق البحر مدعومة بمئات العربات المدرعة الإماراتية من نوع النمر ومن نوع أوشكوش إم-أي تي في ودبابات من نوع إم1 أبرامز ولوكلير التي قدمتها السعودية والإمارات العربية المتحدة، ففي 14 يوليو، تدفّقت 75 مركبةً مقاومة للألغام ومحمية من الكمائن وتضمّ نحو 600 جندي من الحدود الخارجية الغربية لعدن الصغرى واستولت على مرسى جديد في «رأس عمران»، ثم توجهت نحو الشمال الشرقي لتستولي على أنظمة الطرقات شمال مدينة عدن. وتمّ نقل 95 «مركبةً إضافية مقاومة للألغام ومحمية من الكمائن» مع 300 جندي عبر ميناء عدن إلى كريتر لتحرير «مطار عدن الدولي» والمدينة.